# Urania’s Mirror

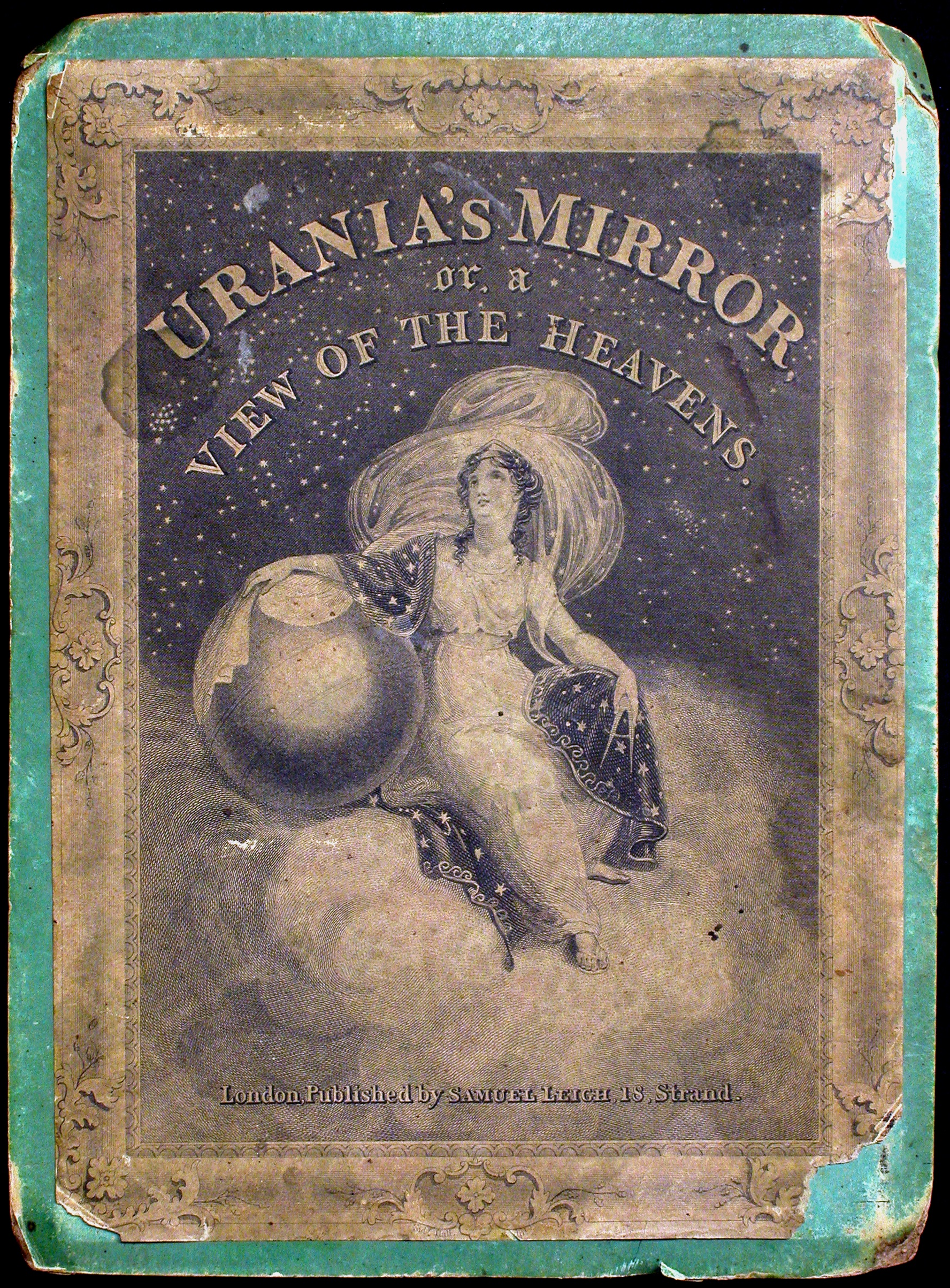
Skan przedniej strony zestawu "Urania's Mirror" (wydanie pierwsze)

Urania’s Mirror, znany również jako Lustro Uranii lub Widok Niebios – zestaw pudełkowy zawierający serię 32 kart przedstawiających mapę nieba i poszczególne gwiazdozbiory. Opublikowany po raz pierwszy w listopadzie 1824 roku. Ilustracje umieszczone na kartach oparto na atlasie nieba autorstwa Alexandra Jamiesona, same karty zostały wygrawerowane przez Sidneya Halla. Przez 170 lat nie było jednak wiadomo przez kogo zostały zaprojektowane; pierwotnie uważano, że autorką ich projektu jest pewna „dama”, w późniejszym czasie brytyjski badacz Peter Hingley zasugerował, że projektantem kart mógł być Richard Rouse Bloxam. Przednia strona pudełka przedstawia Uranię, muzę astronomii. Peter Hingley uważał te karty za jedne z najbardziej atrakcyjnych kart spośród wielu wyprodukowanych na początku XIX wieku.

## Opis
Lustro Uranii przedstawia 79 gwiazdozbiorów na 32 kartach. Niektóre z przedstawionych gwiazdozbiorów są już uważane za historyczne, podobnie jak niektóre z podgwiazdozbiorów, takie jak Caput Medusæ (głowa Meduzy, noszona przez Perseusza). Początkowo Lustro Uranii było reklamowane jako zawierające „wszystkie konstelacje widoczne w Imperium Brytyjskim”, ale w rzeczywistości pomijało niektóre południowe konstelacje. Hingley nazwał Lustro Uranii „jednym z najbardziej czarujących i atrakcyjnych wizualnie materiałów pomocniczych do samokształcenia astronomicznego, które powstały na początku XIX wieku”.

## Galeria

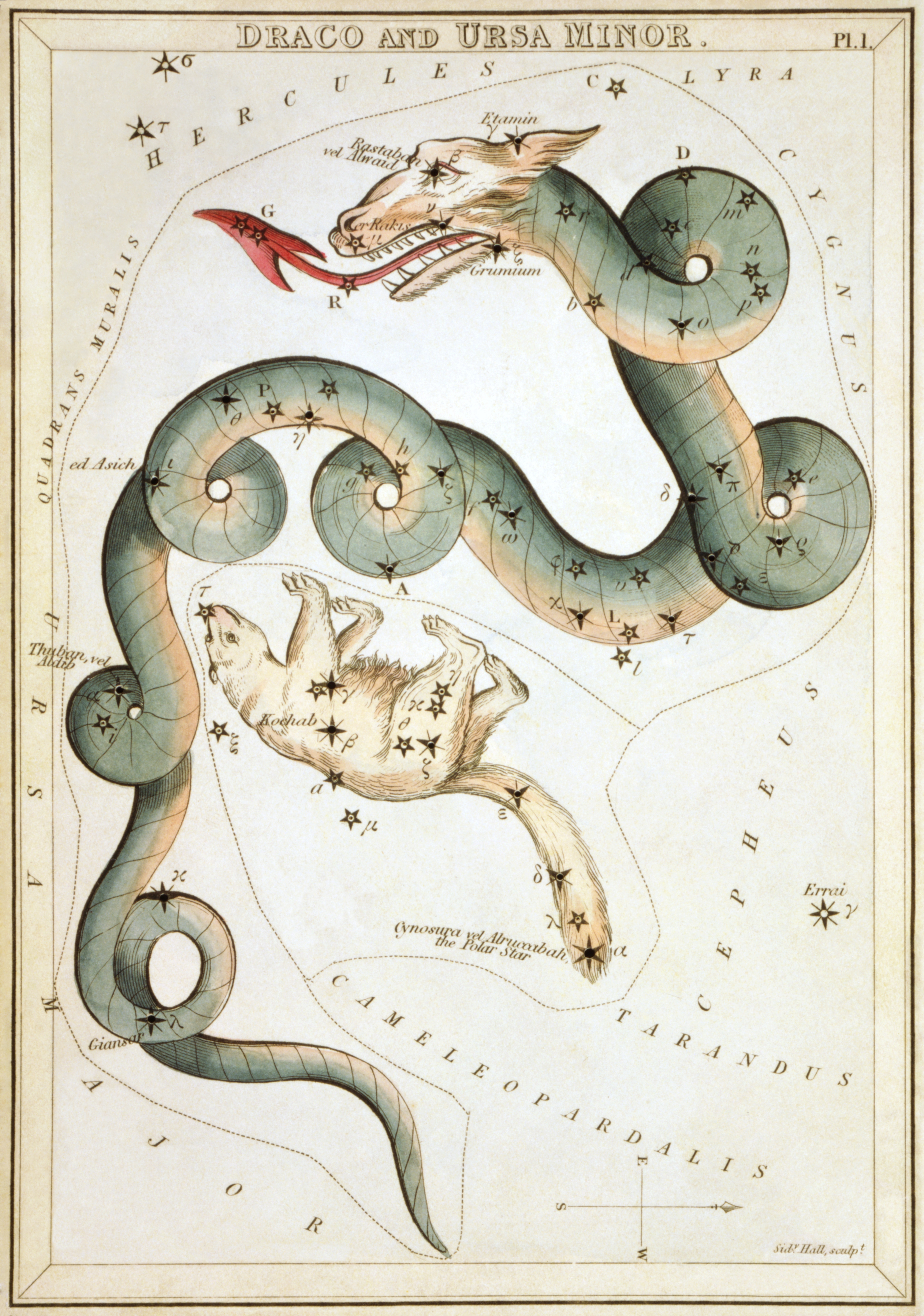
Karta 1: Smok i Mała Niedźwiedzica
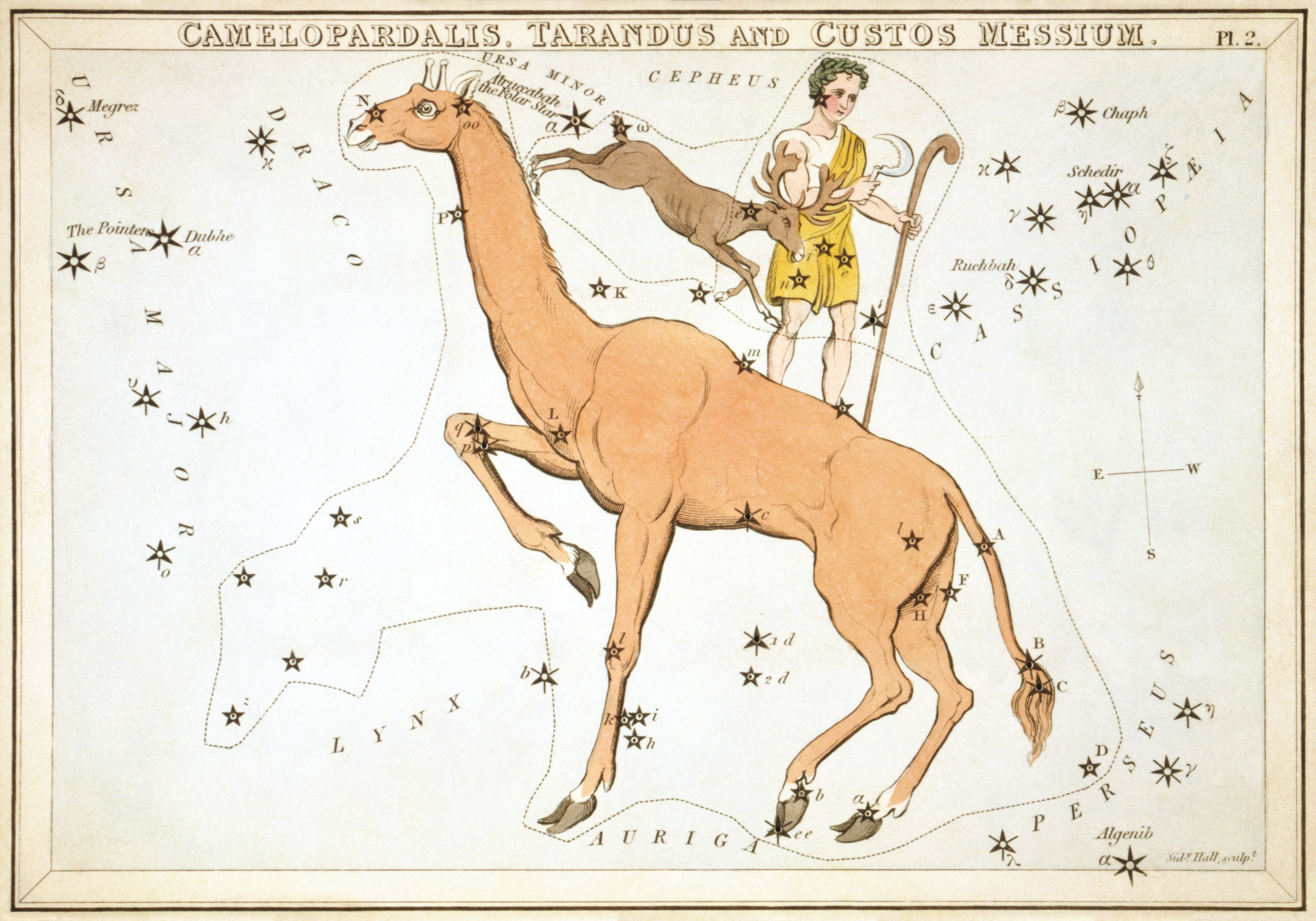
Karta 2: Żyrafa, Rangifer i Custos Messium
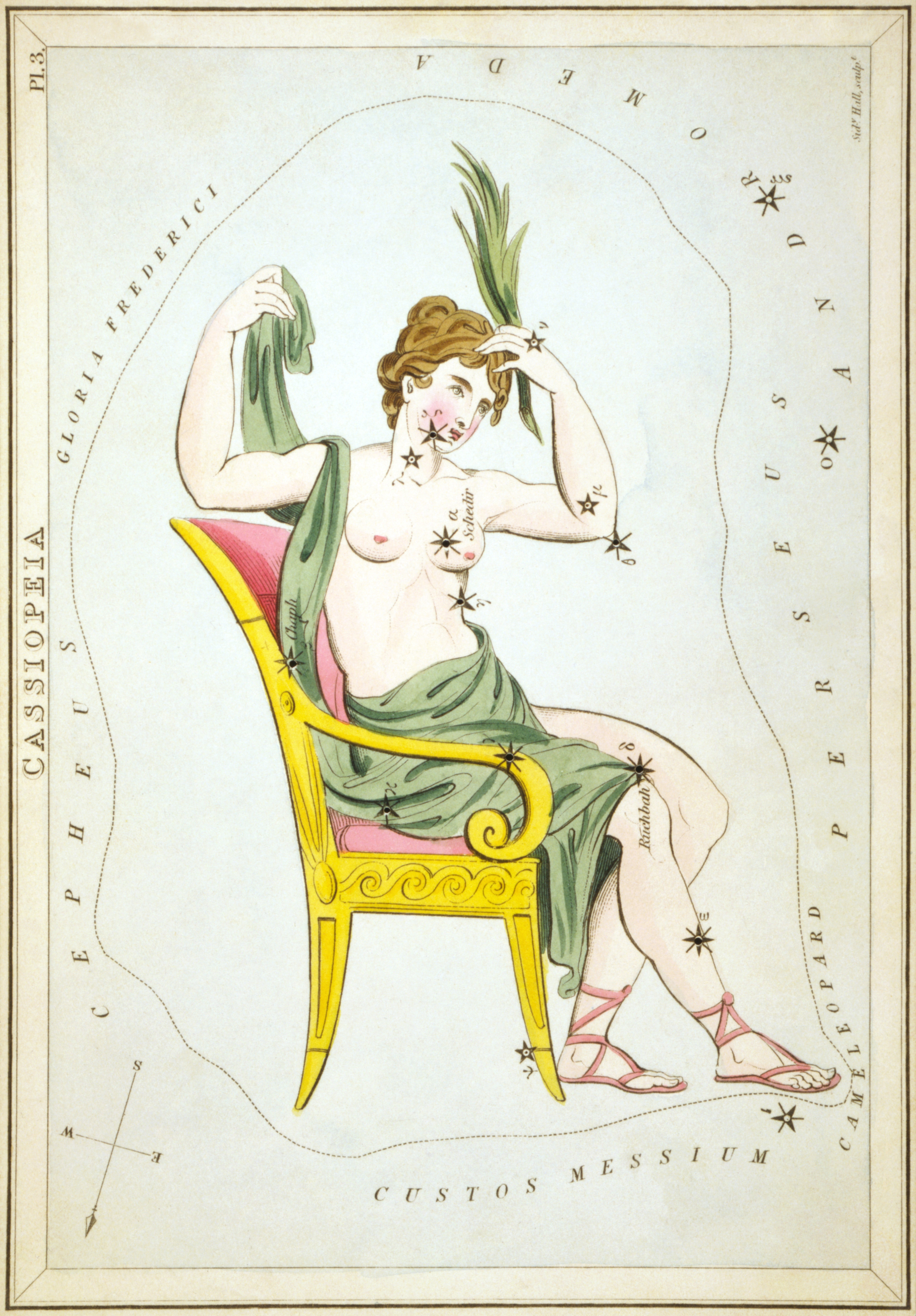
Karta 3: Kasjopea
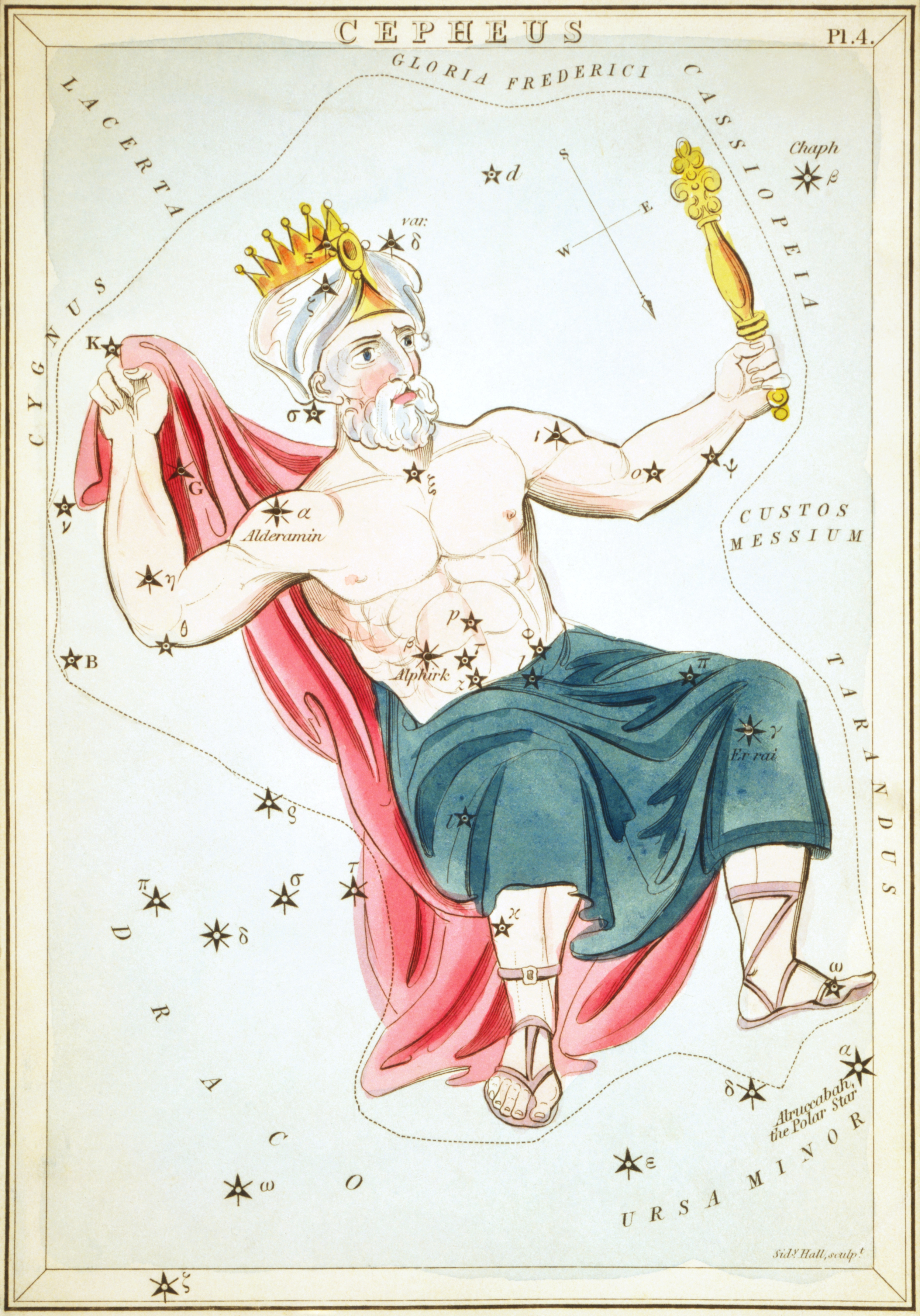
Karta 4: Cefeusz
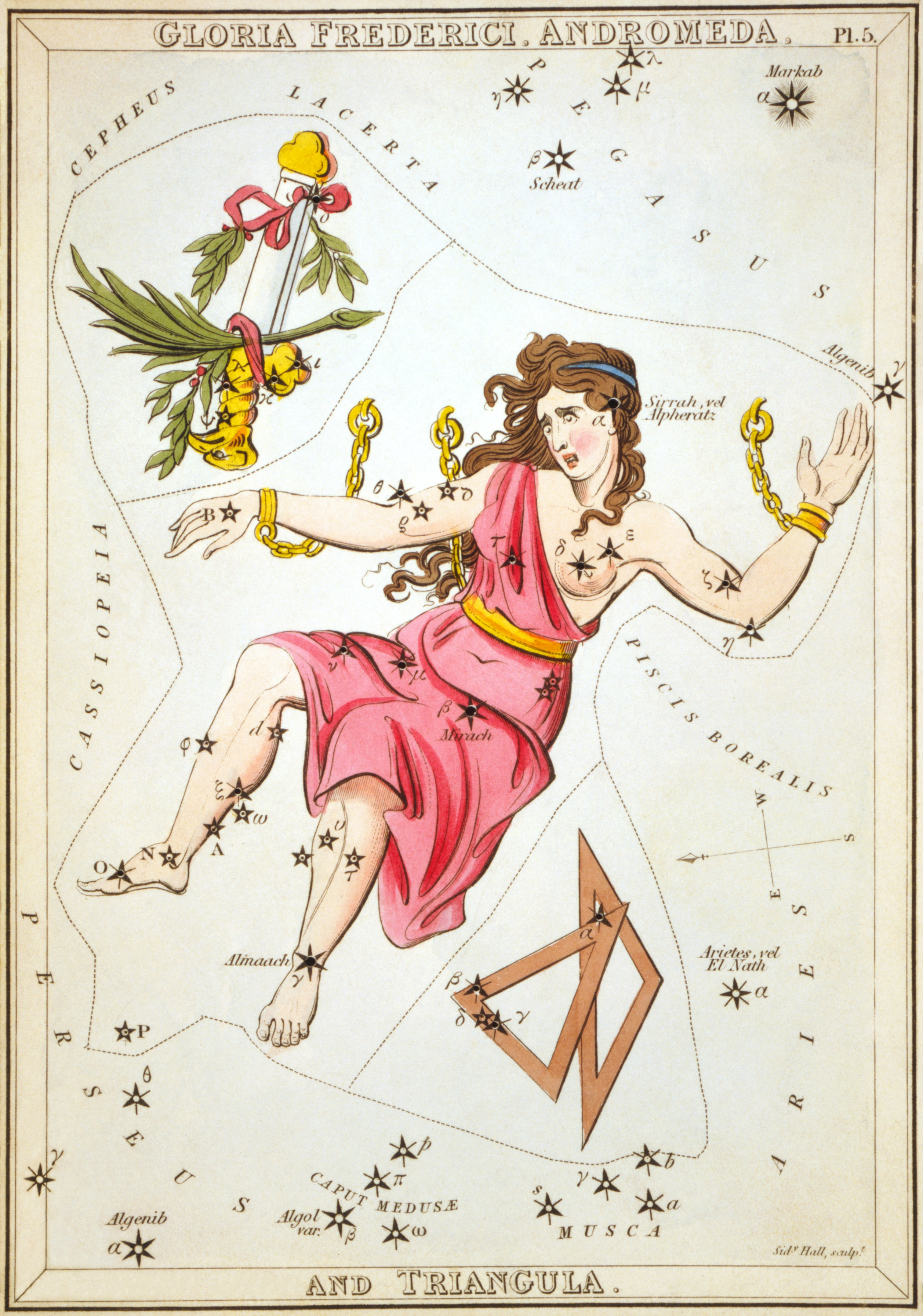
Karta 5: Honores Frederici, Andromeda i Triangulum Minus
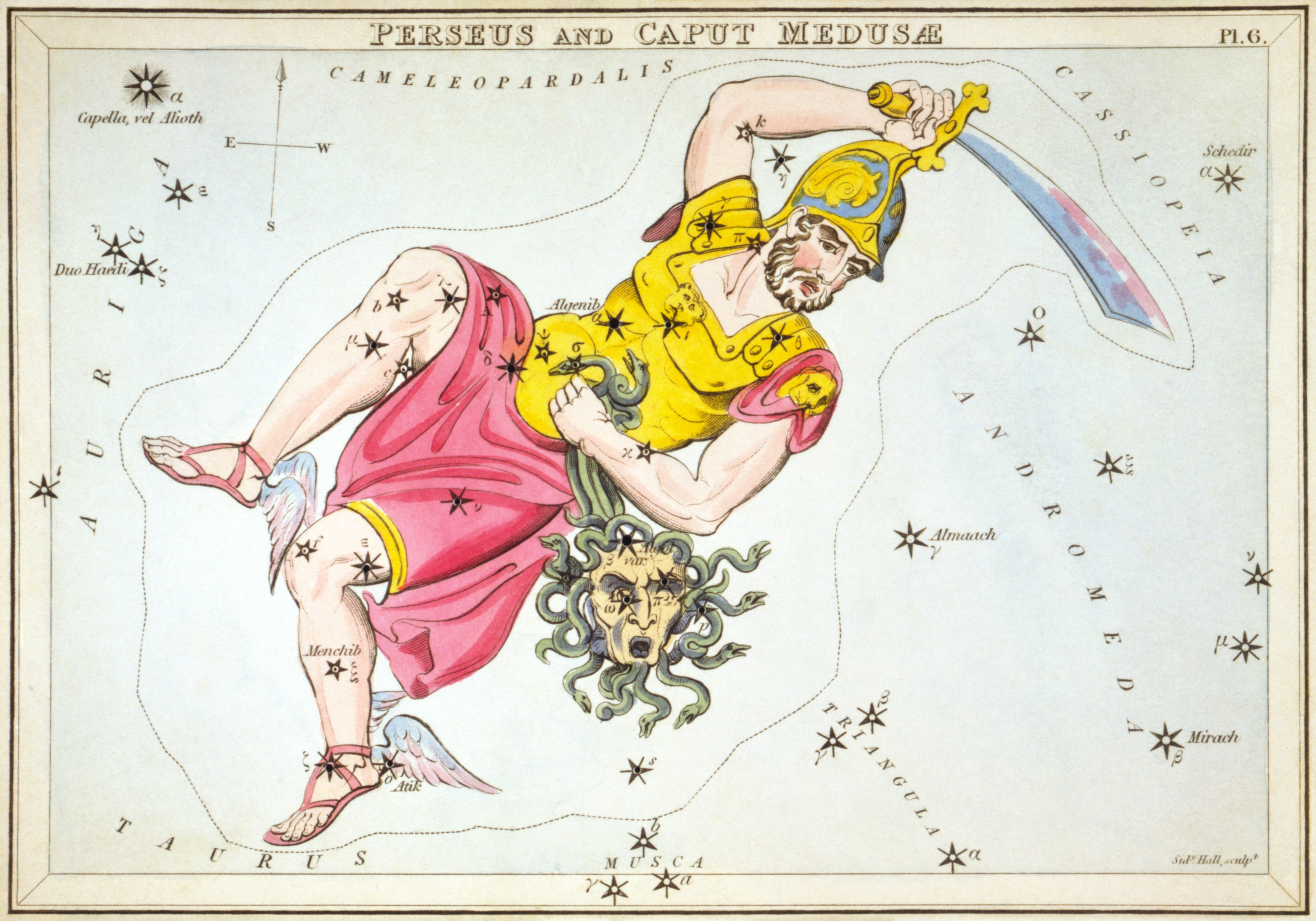
Karta 6: Perseusz i Głowa Meduzy
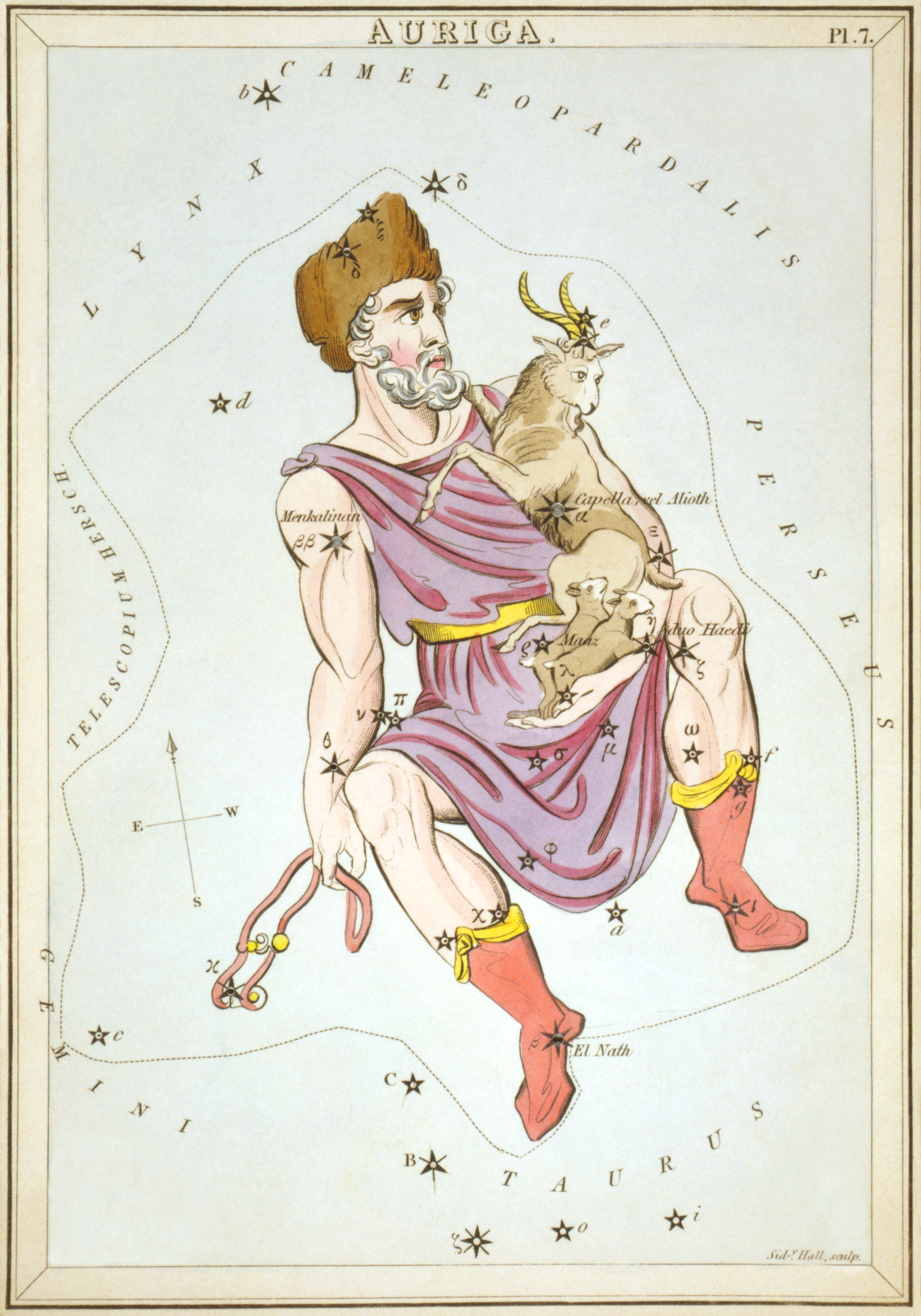
Karta 7: Woźnica
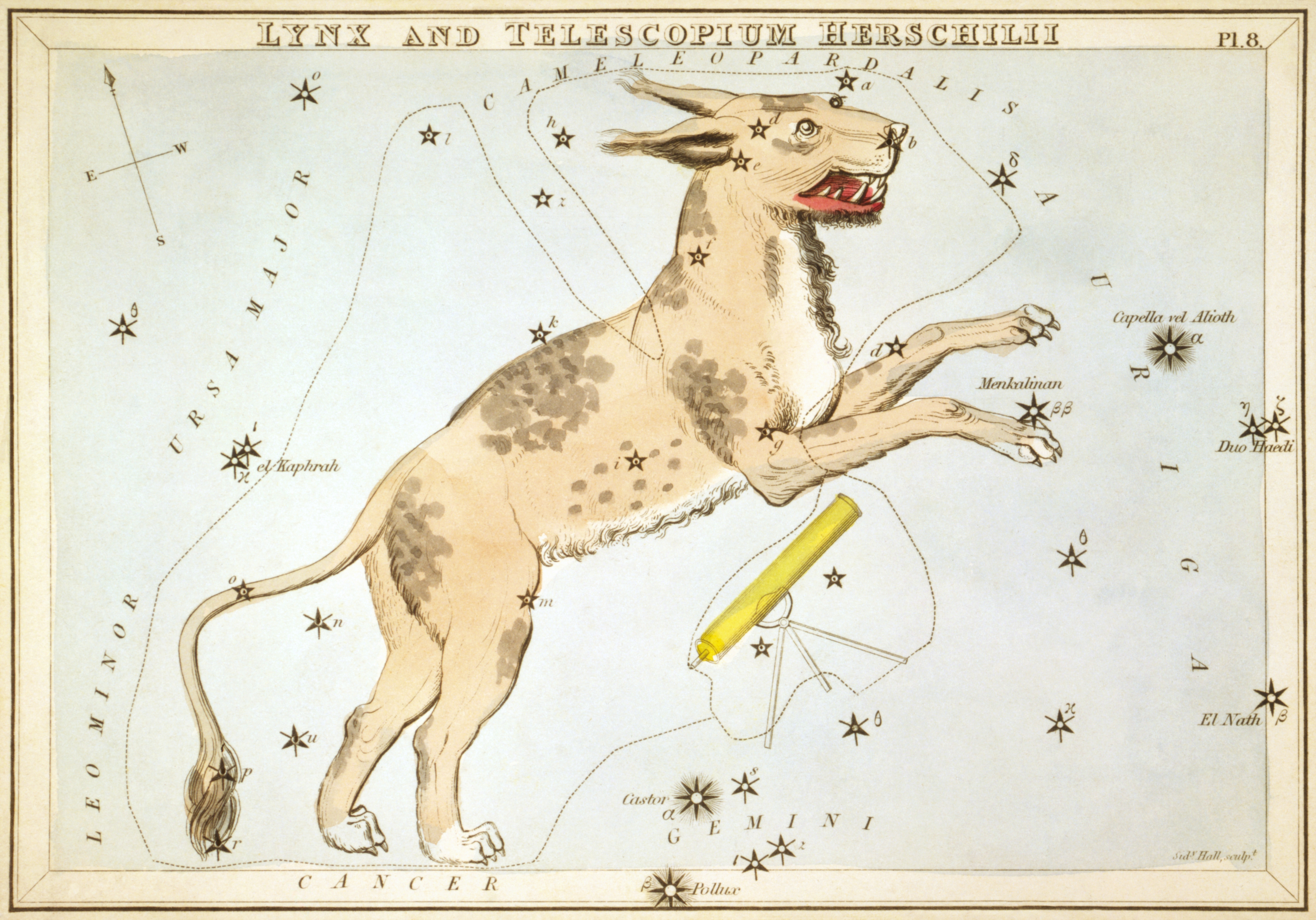
Karta 8: Ryś i Telescopium Herschelii
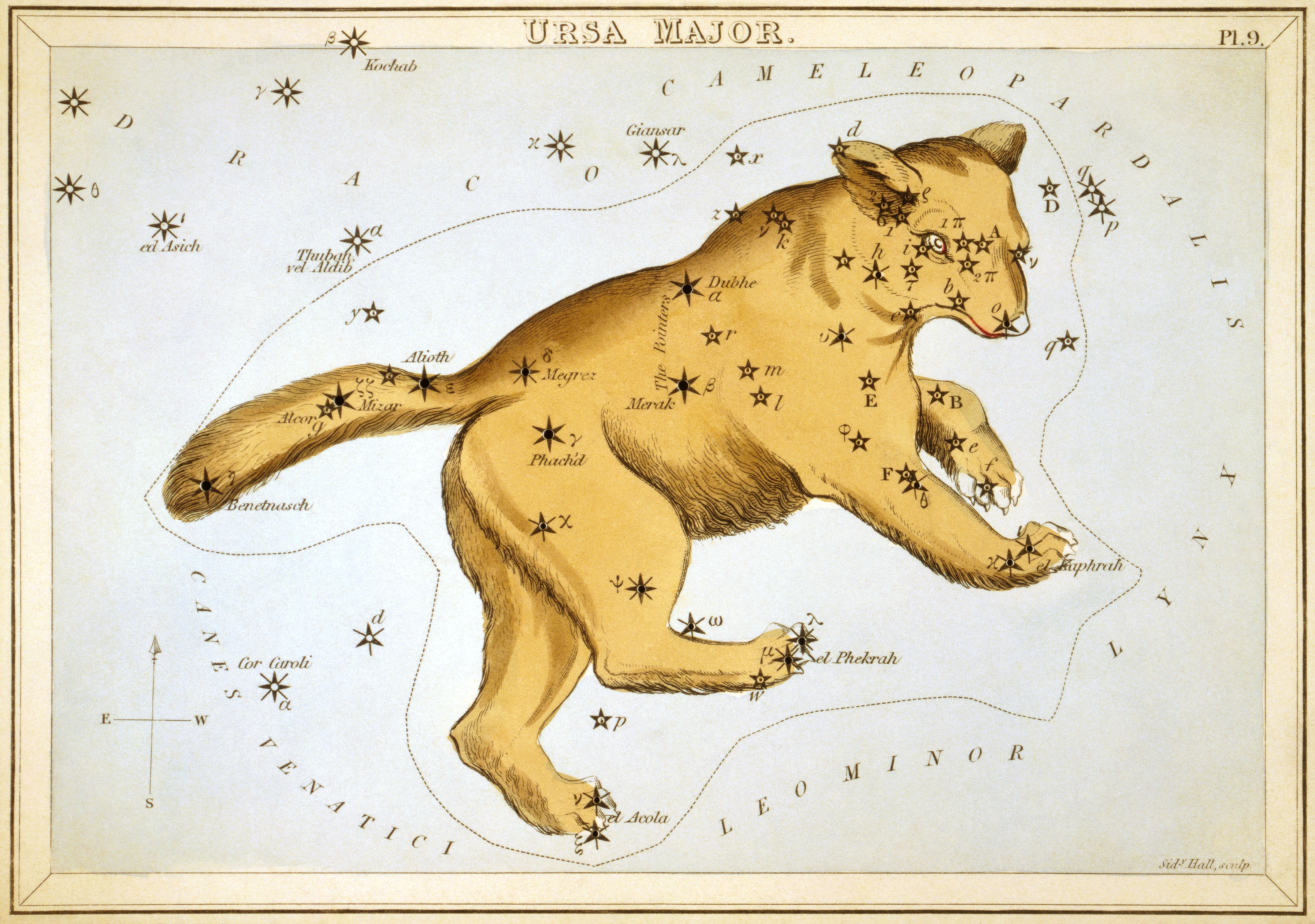
Karta 9: Wielka Niedźwiedzica
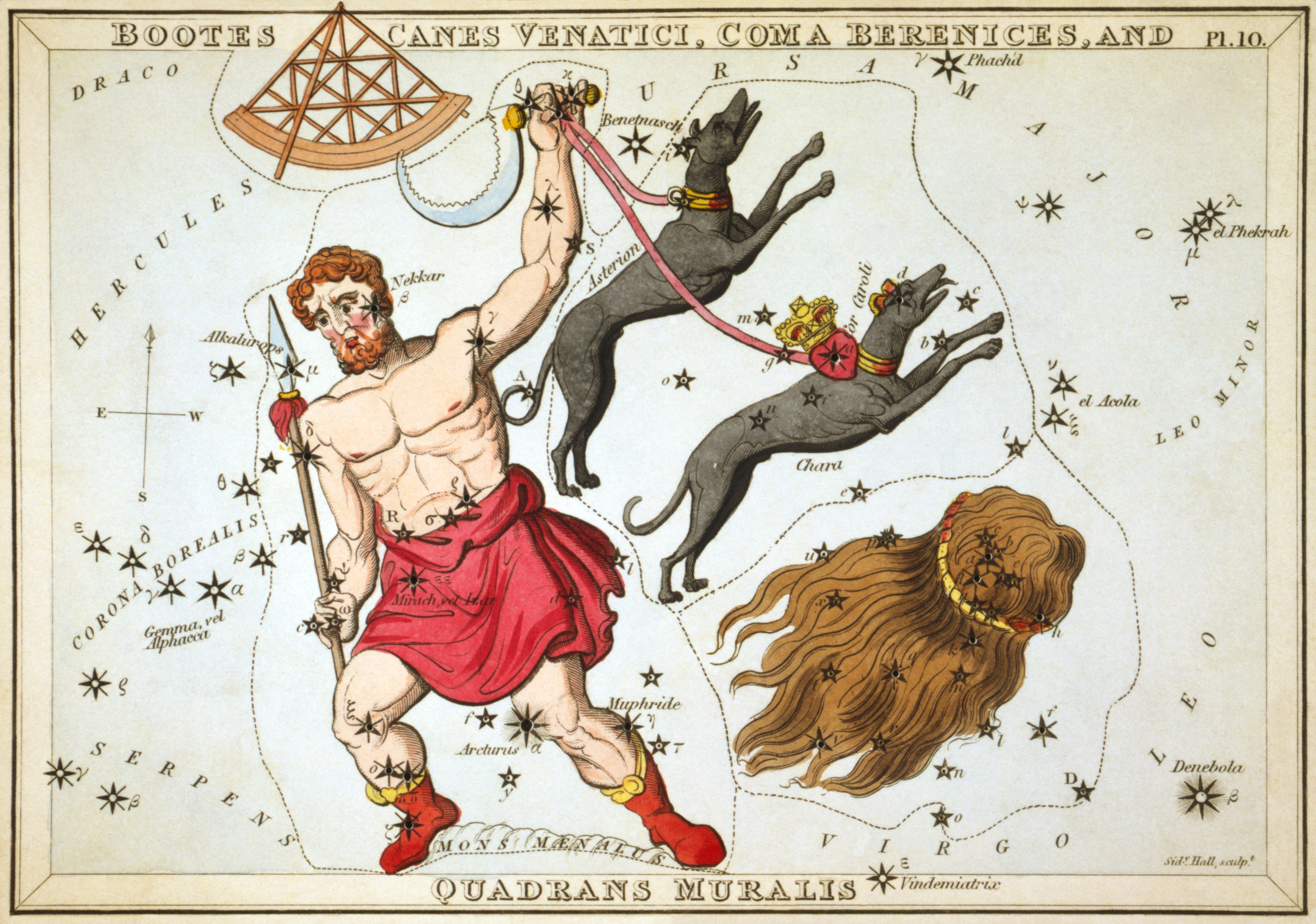
Karta 10: Wolarz, Psy Gończe, Warkocz Bereniki i Kwadrat Ścienny
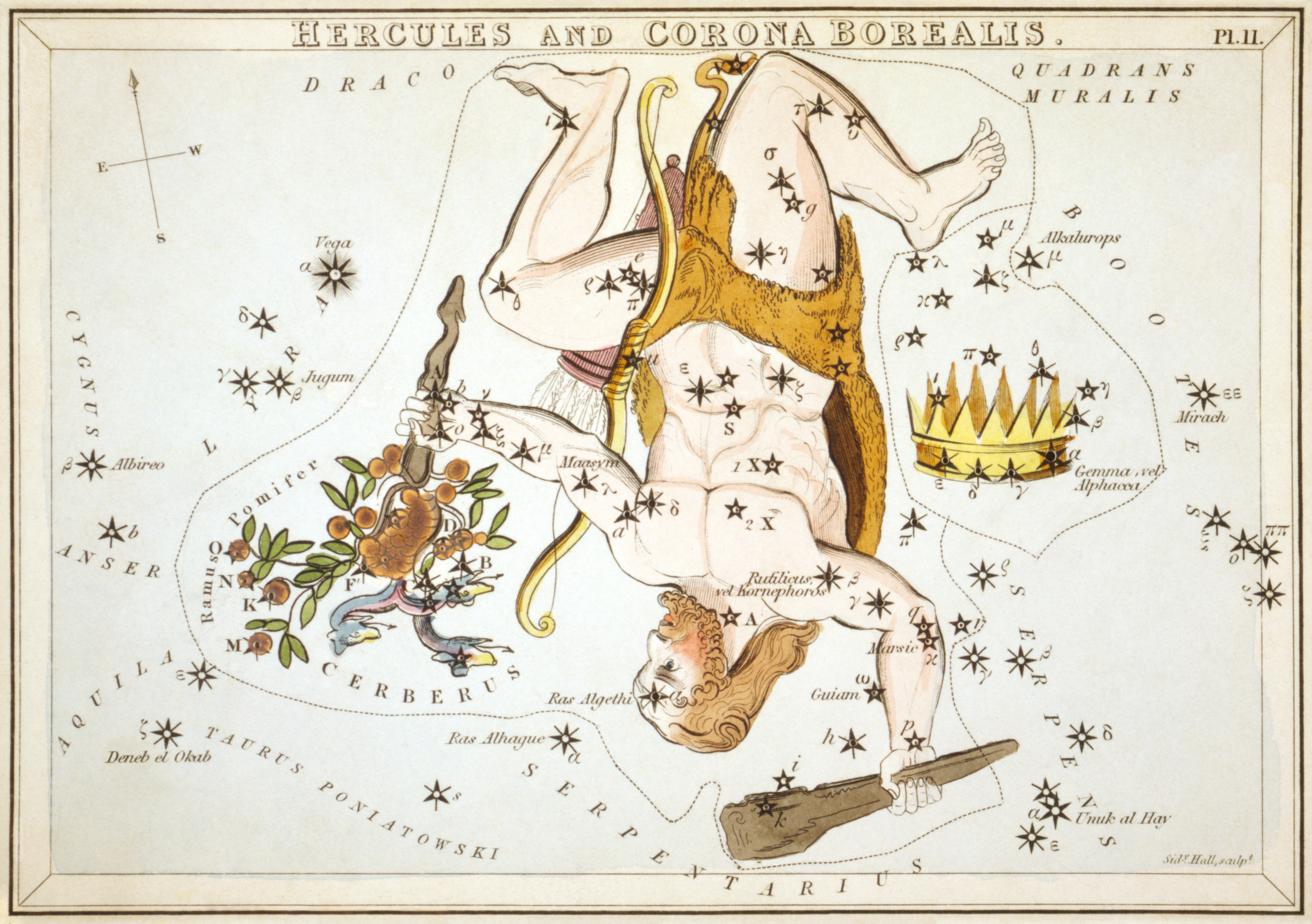
Karta 11: Herkules i Korona Północna
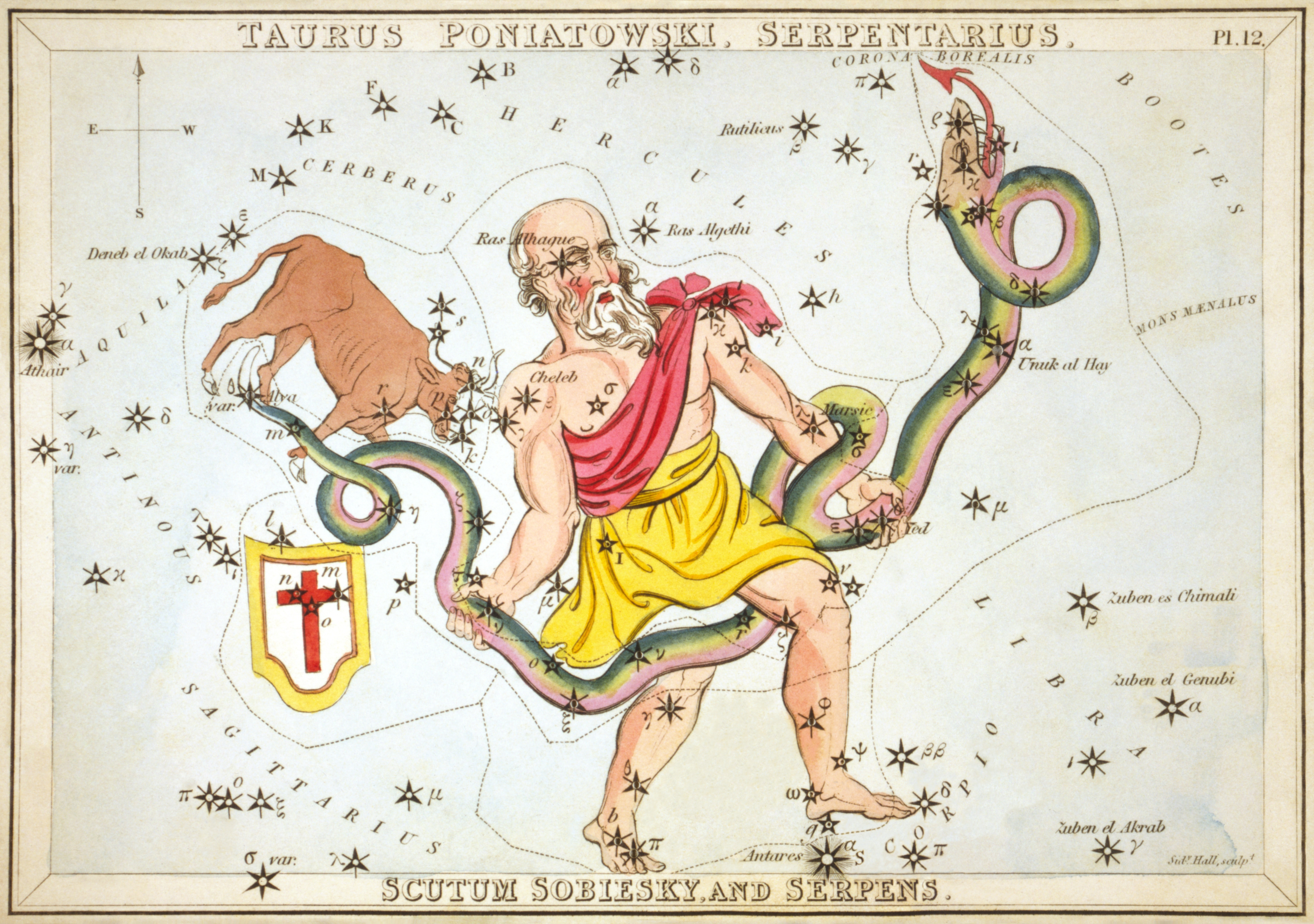
Karta 12: Ciołek Poniatowskiego, Wężownik, Tarcza Sobieskiego i Wąż
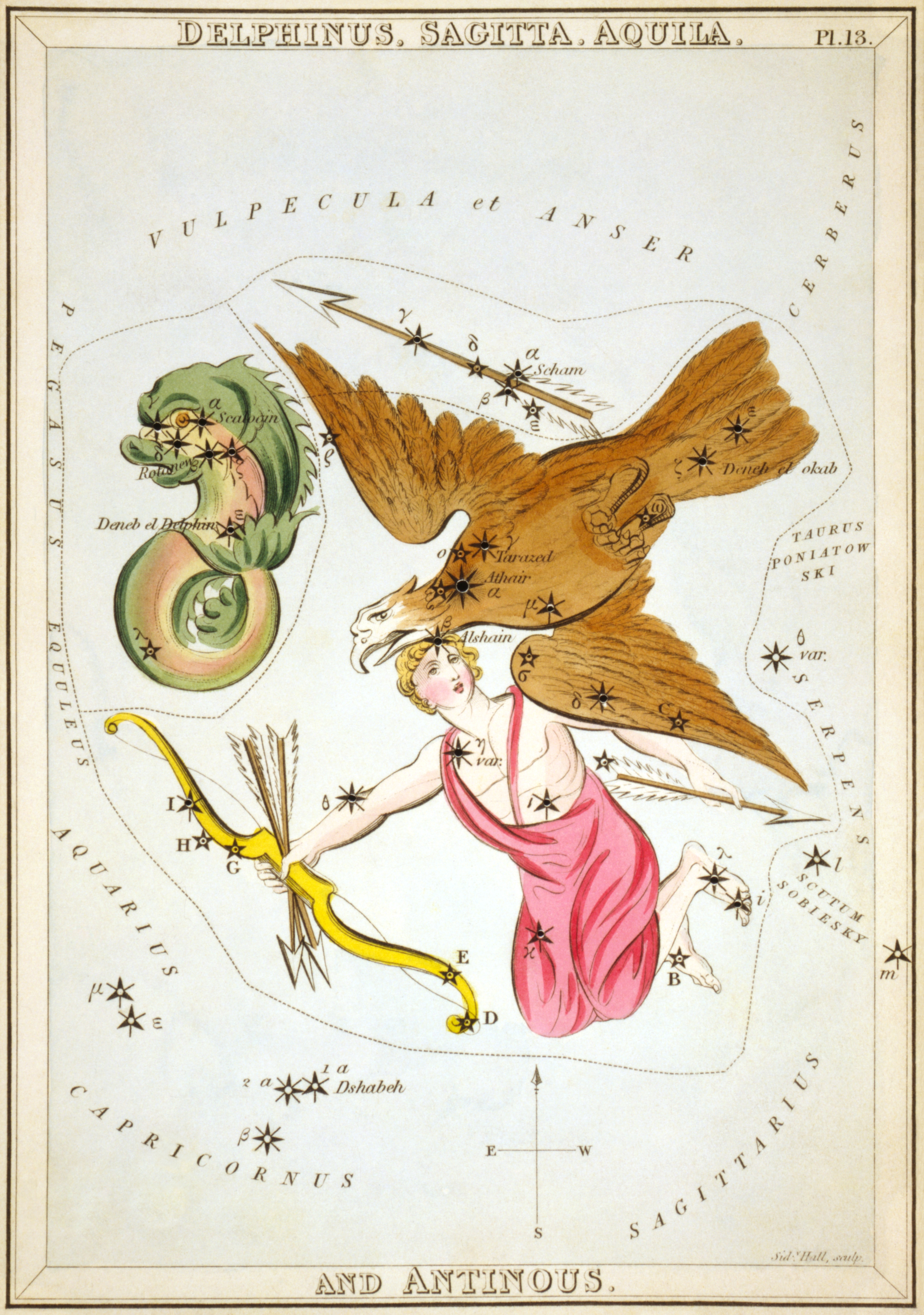
Karta 13: Delfin, Strzała, Orzeł i Antinous
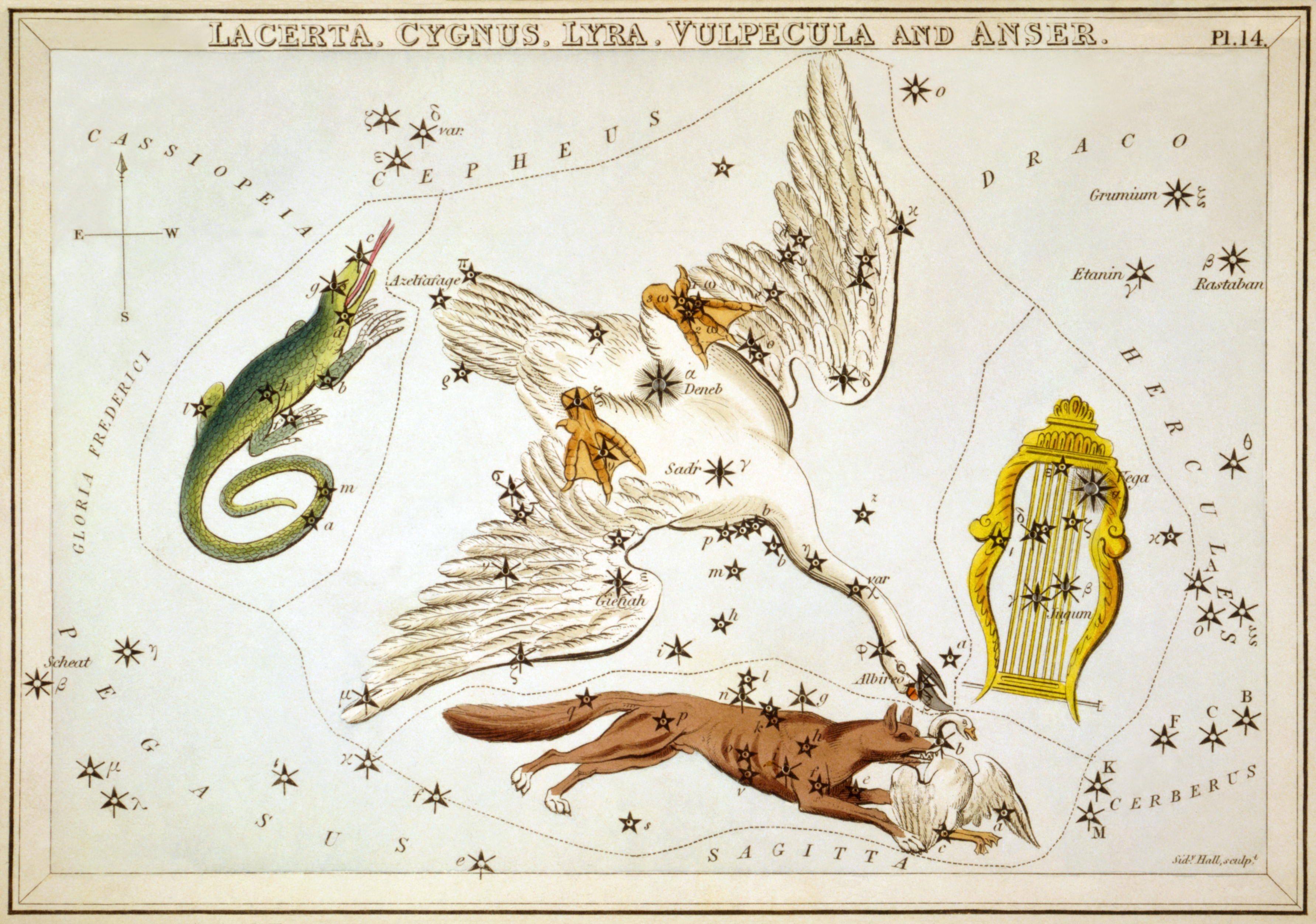
Karta 14: Jaszczurka, Łabędź, Lutnia oraz Lisek i Alfa Vulpeculae
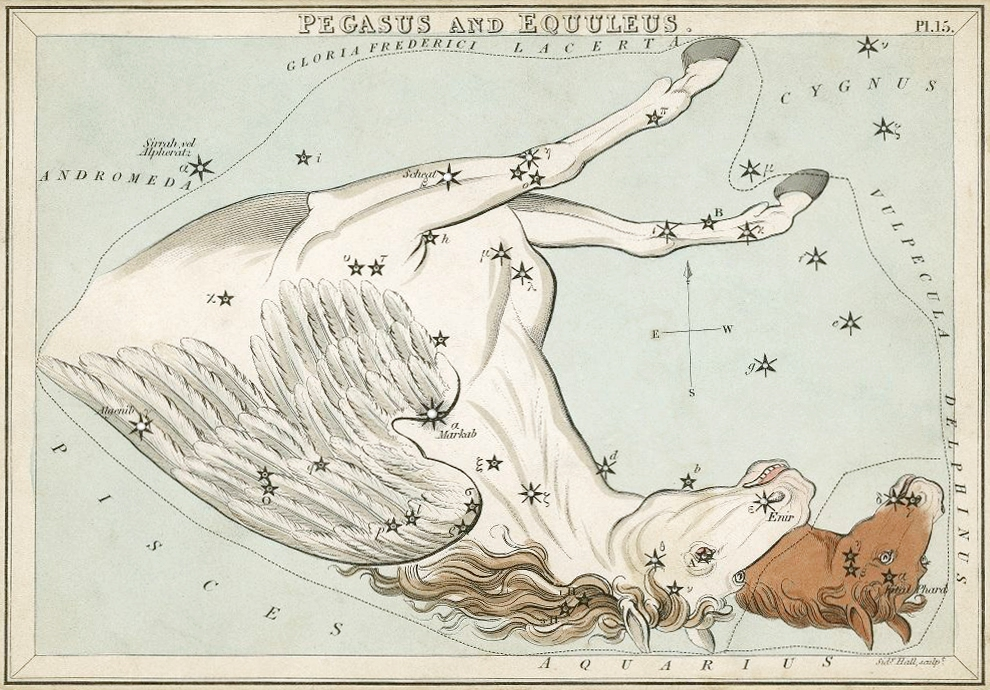
Karta 15: Pegaz i Źrebię
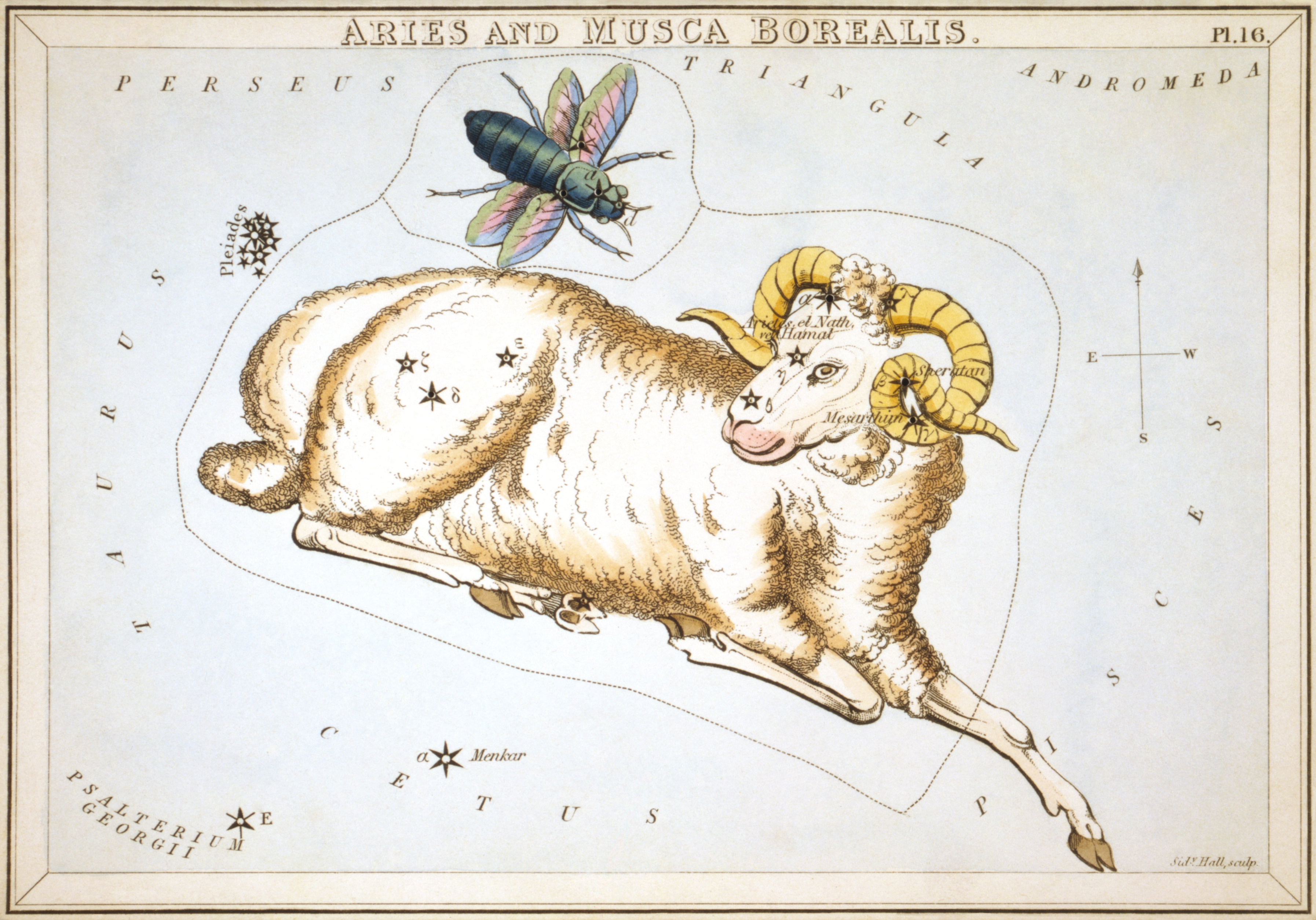
Karta 16: Baran i Musca Borealis
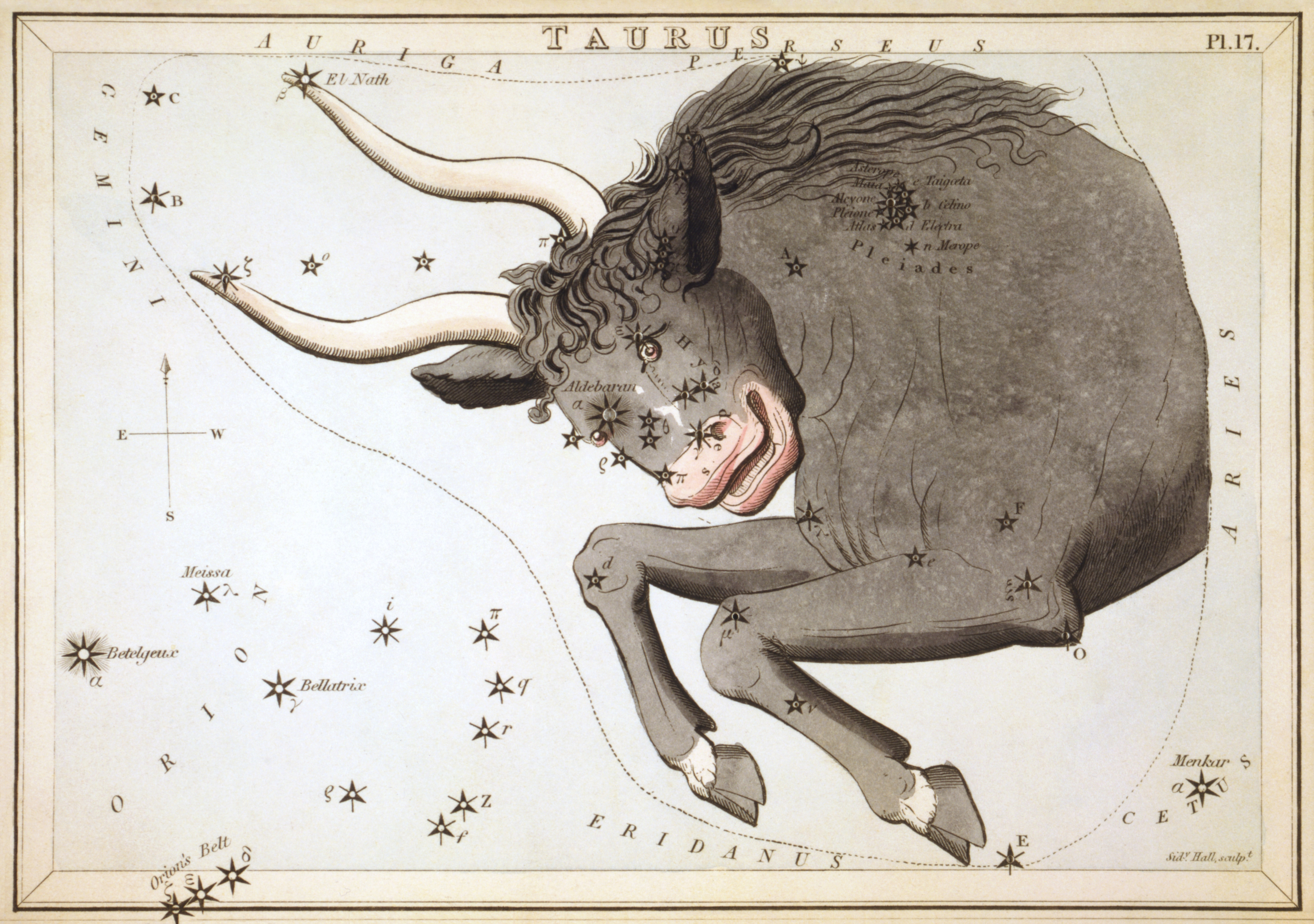
Karta 17: Byk
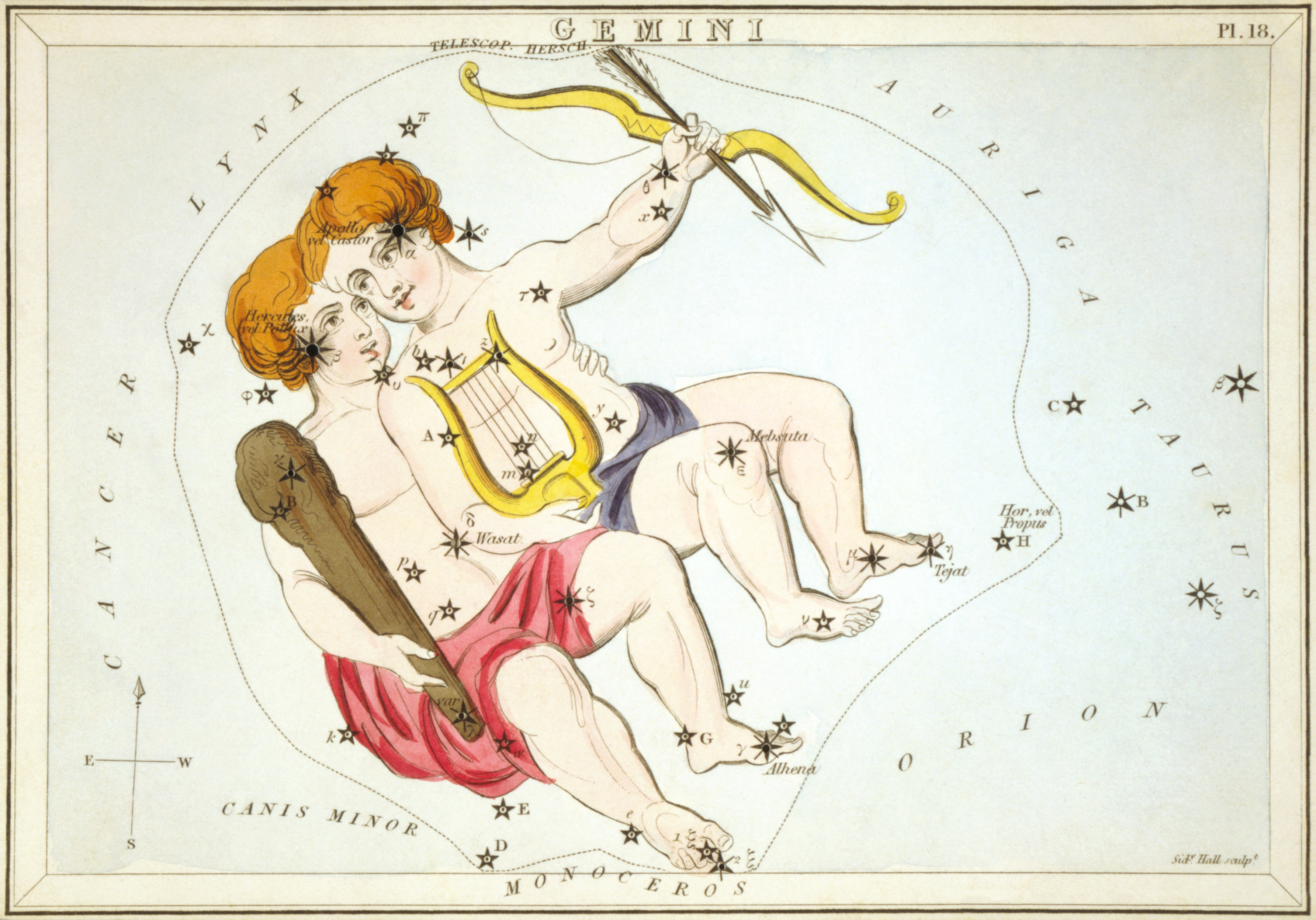
Karta 18: Bliźnięta
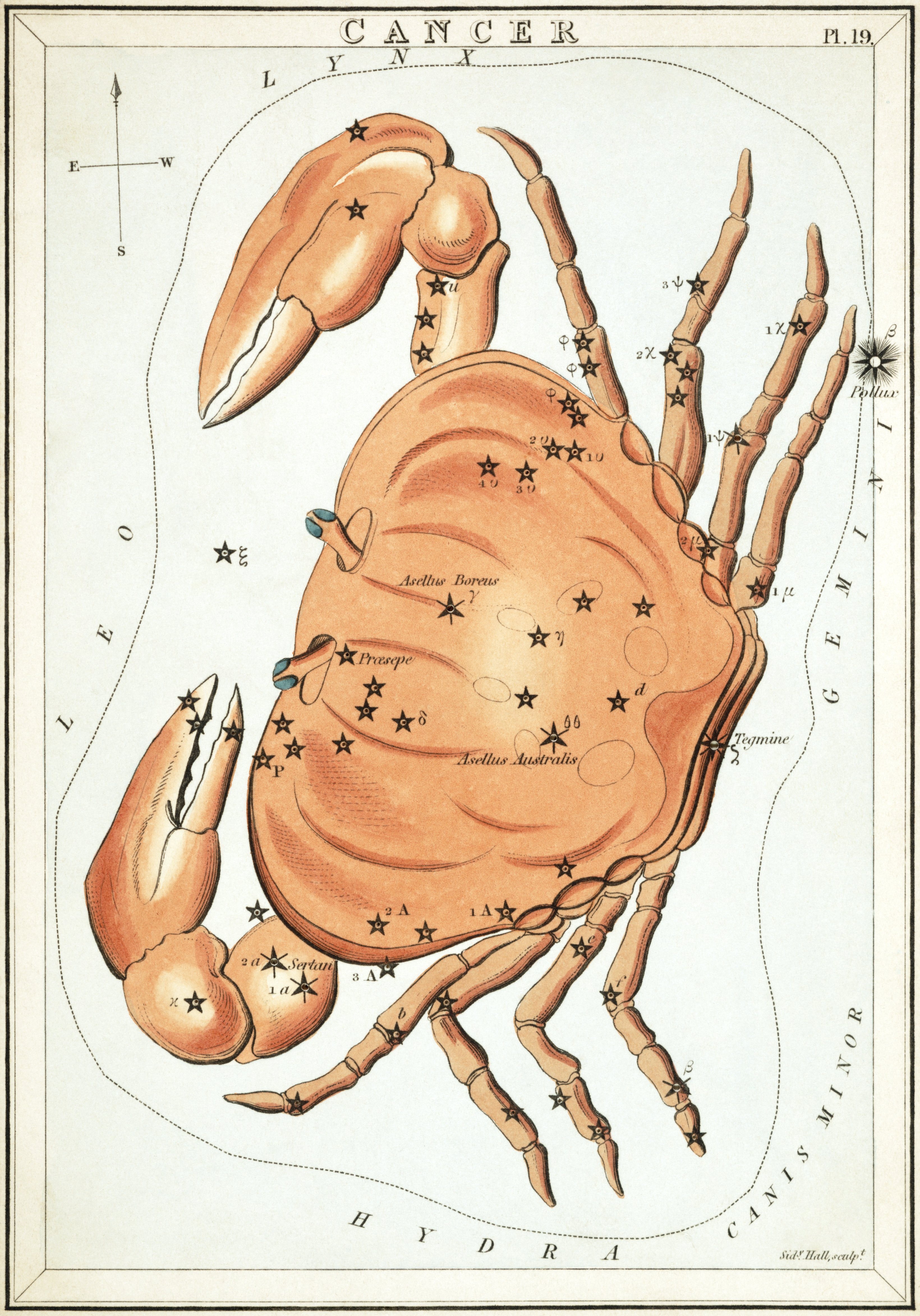
Karta 19: Rak
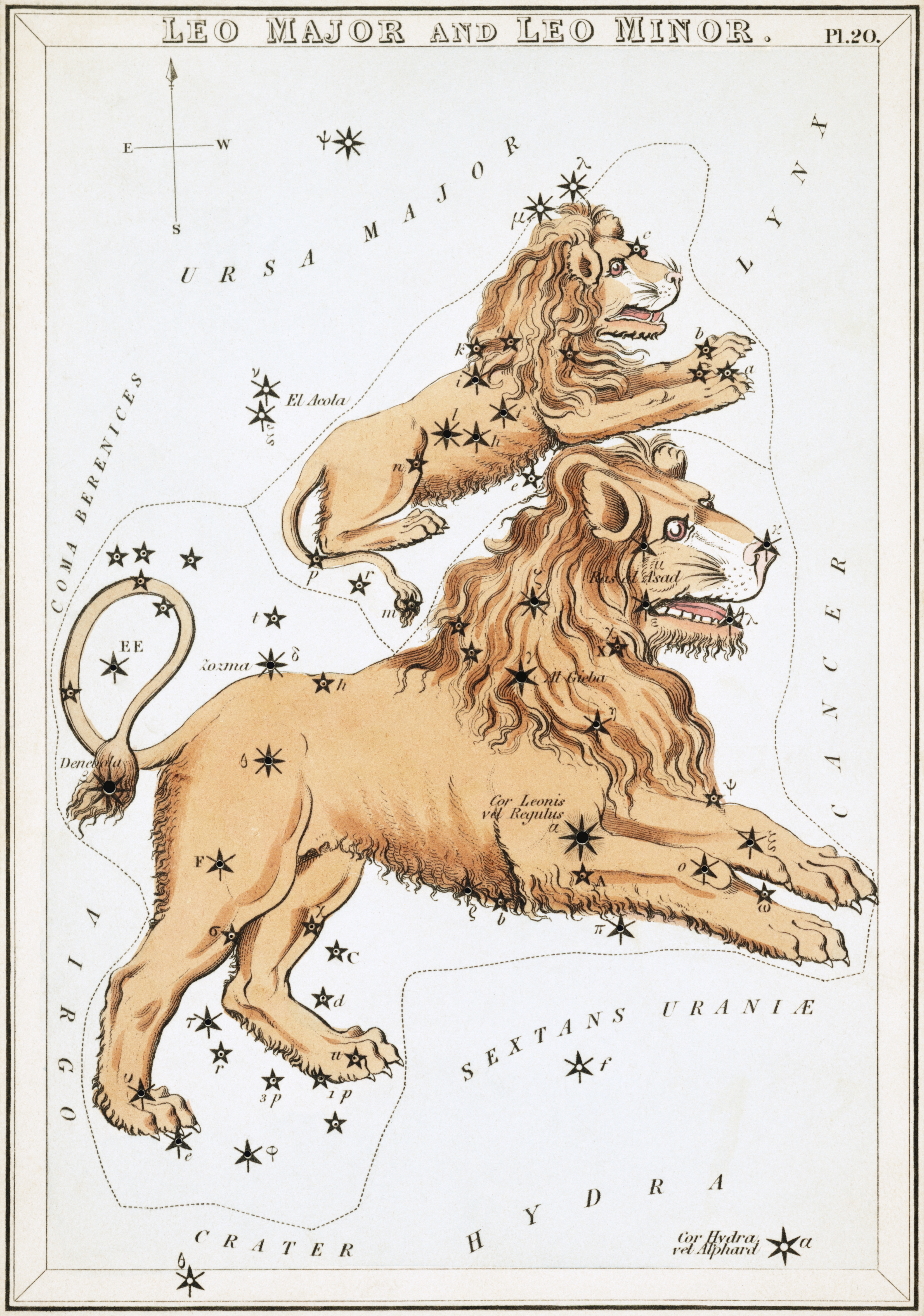
Karta 20: Lew i Leo Minorydy
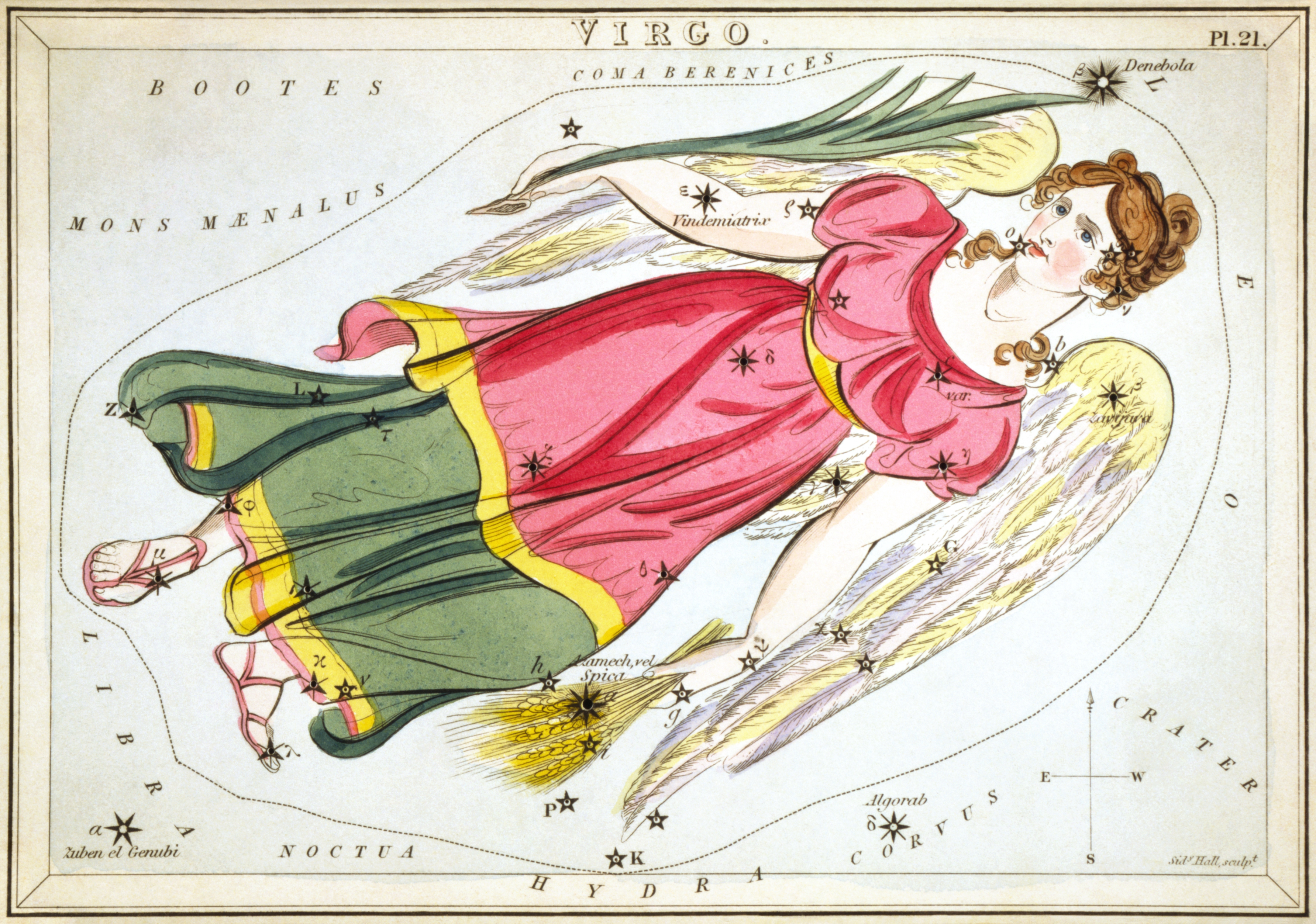
Karta 21: Panna
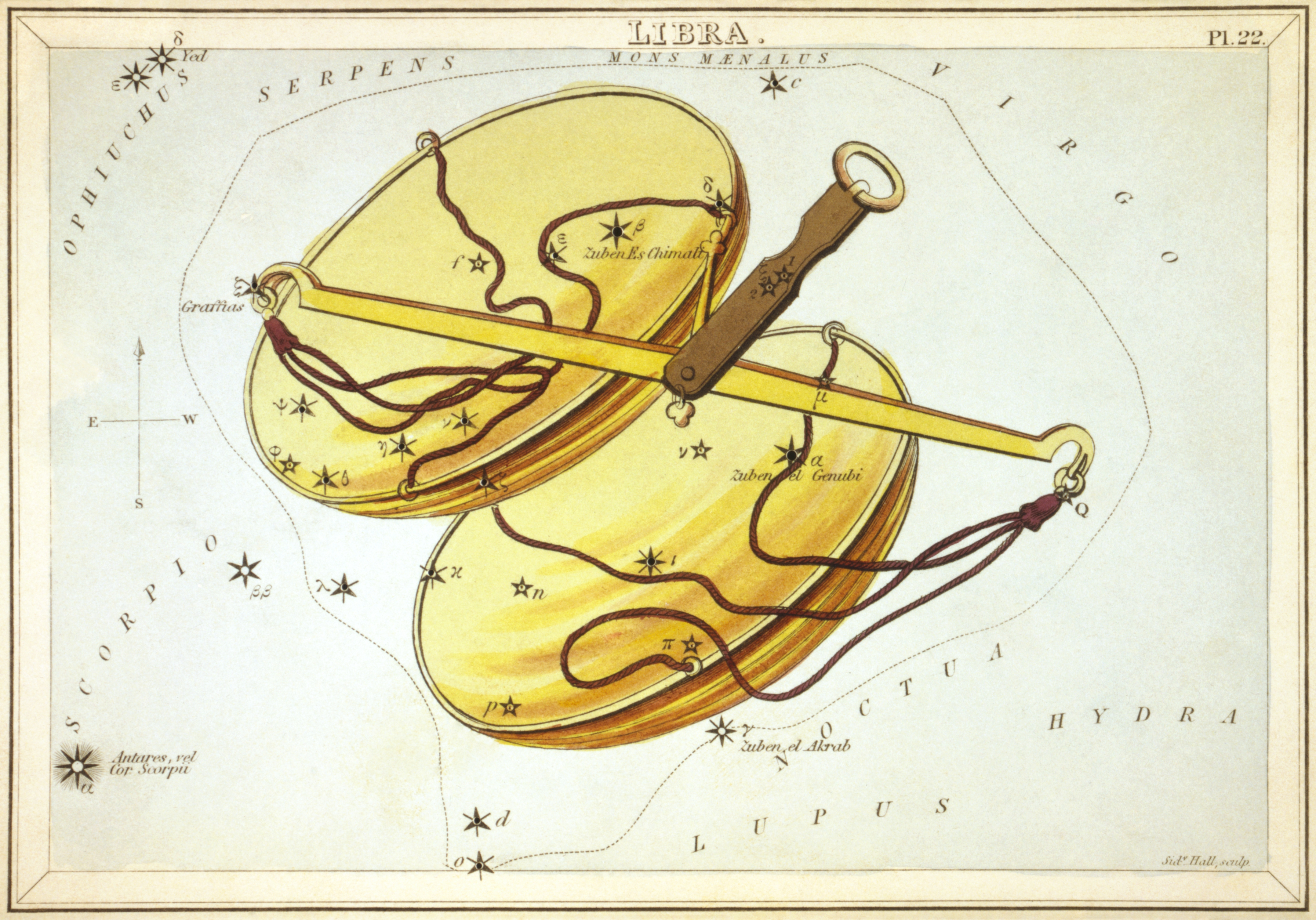
Karta 22: Waga
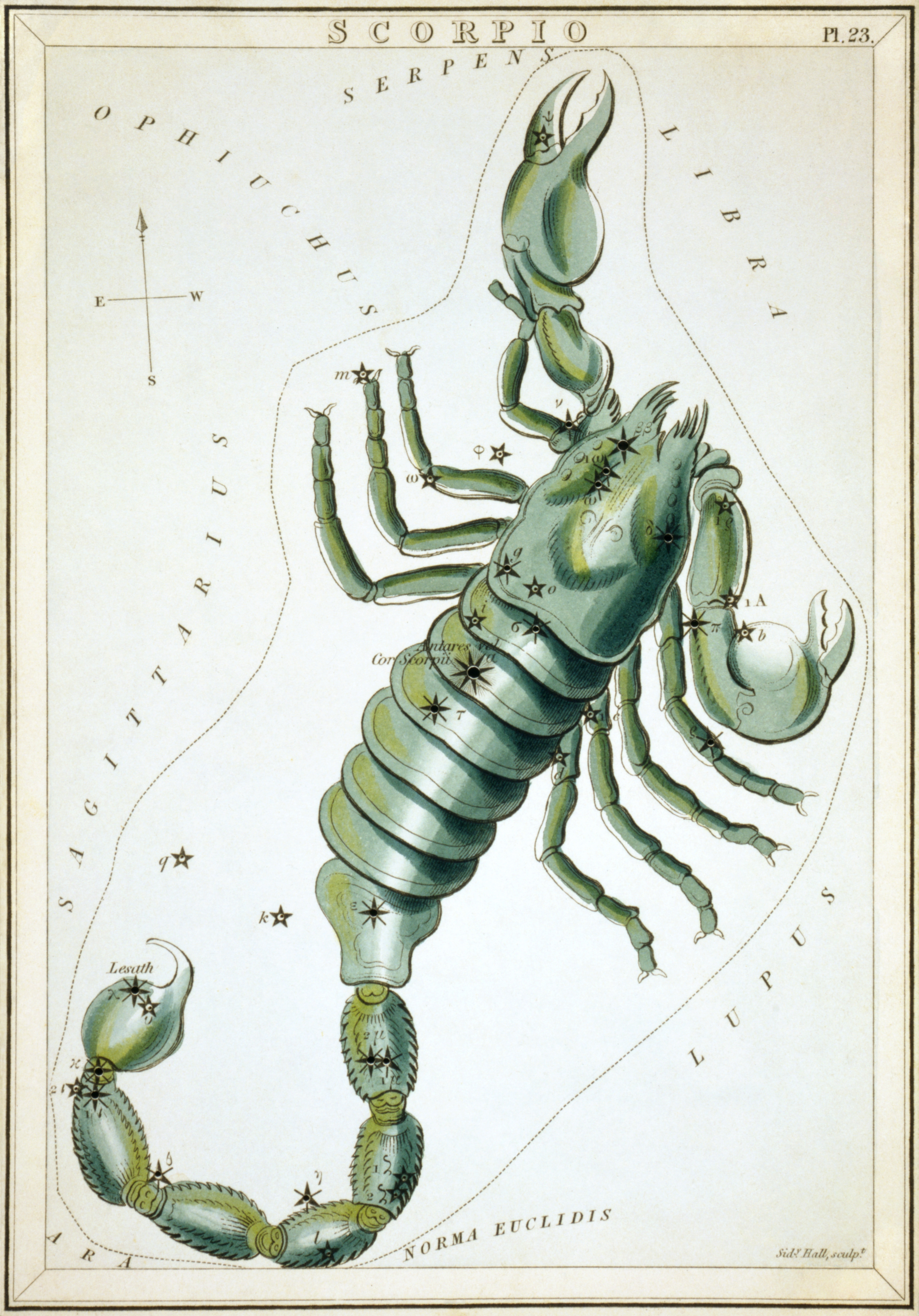
Karta 23: Skorpion
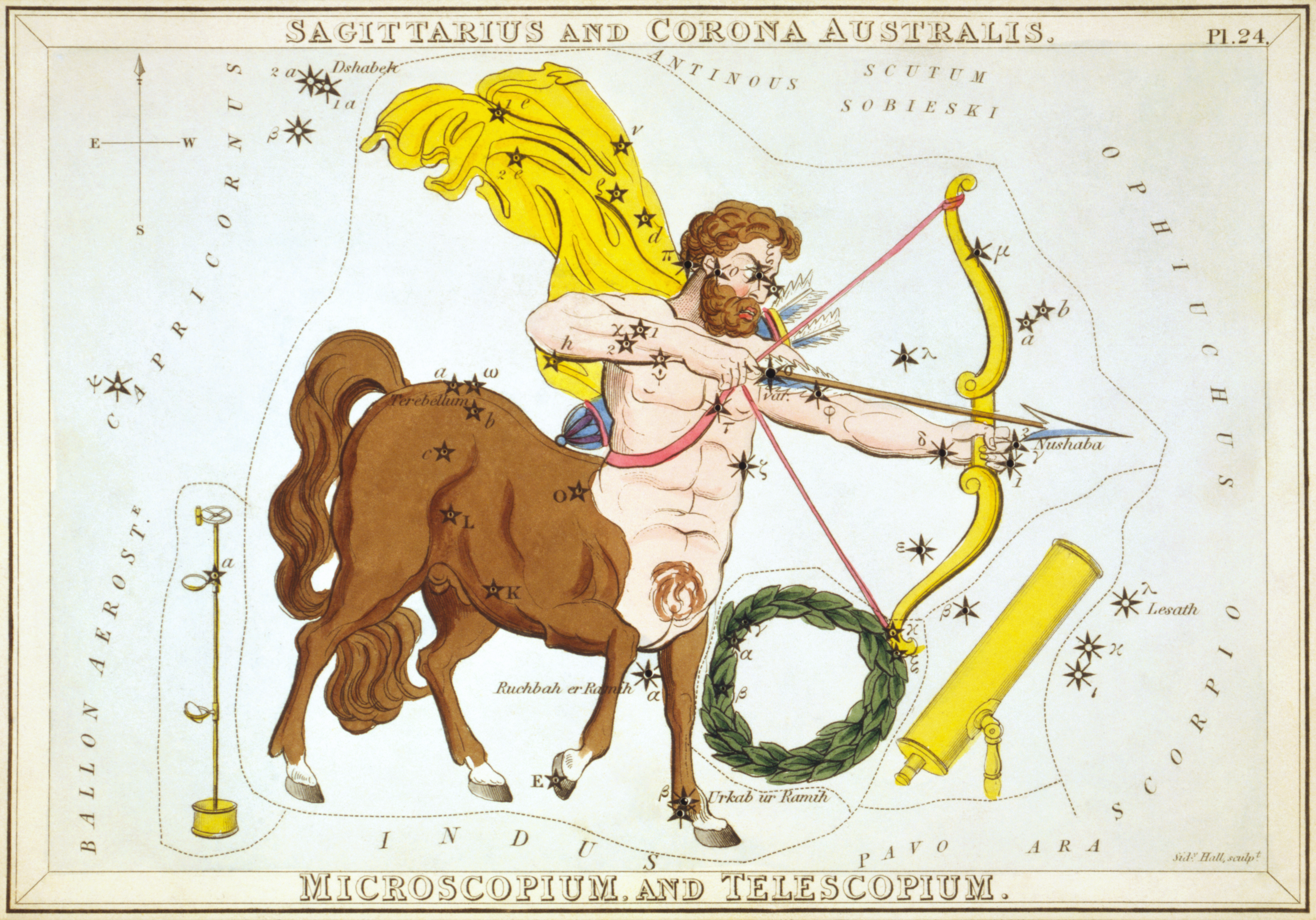
Karta 24: Strzelec, Korona Południowa, Mikroskop i Luneta
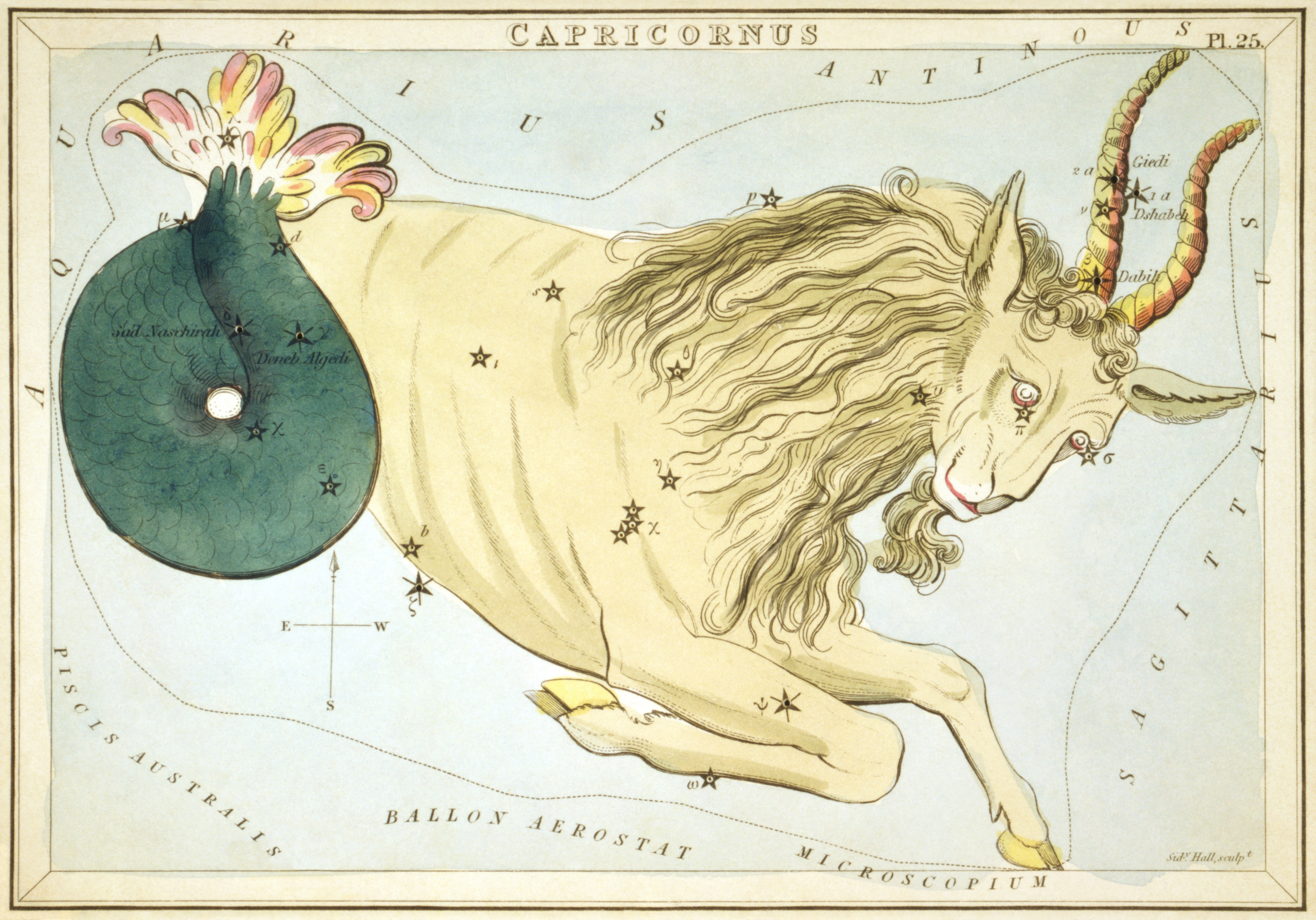
Karta 25: Koziorożec
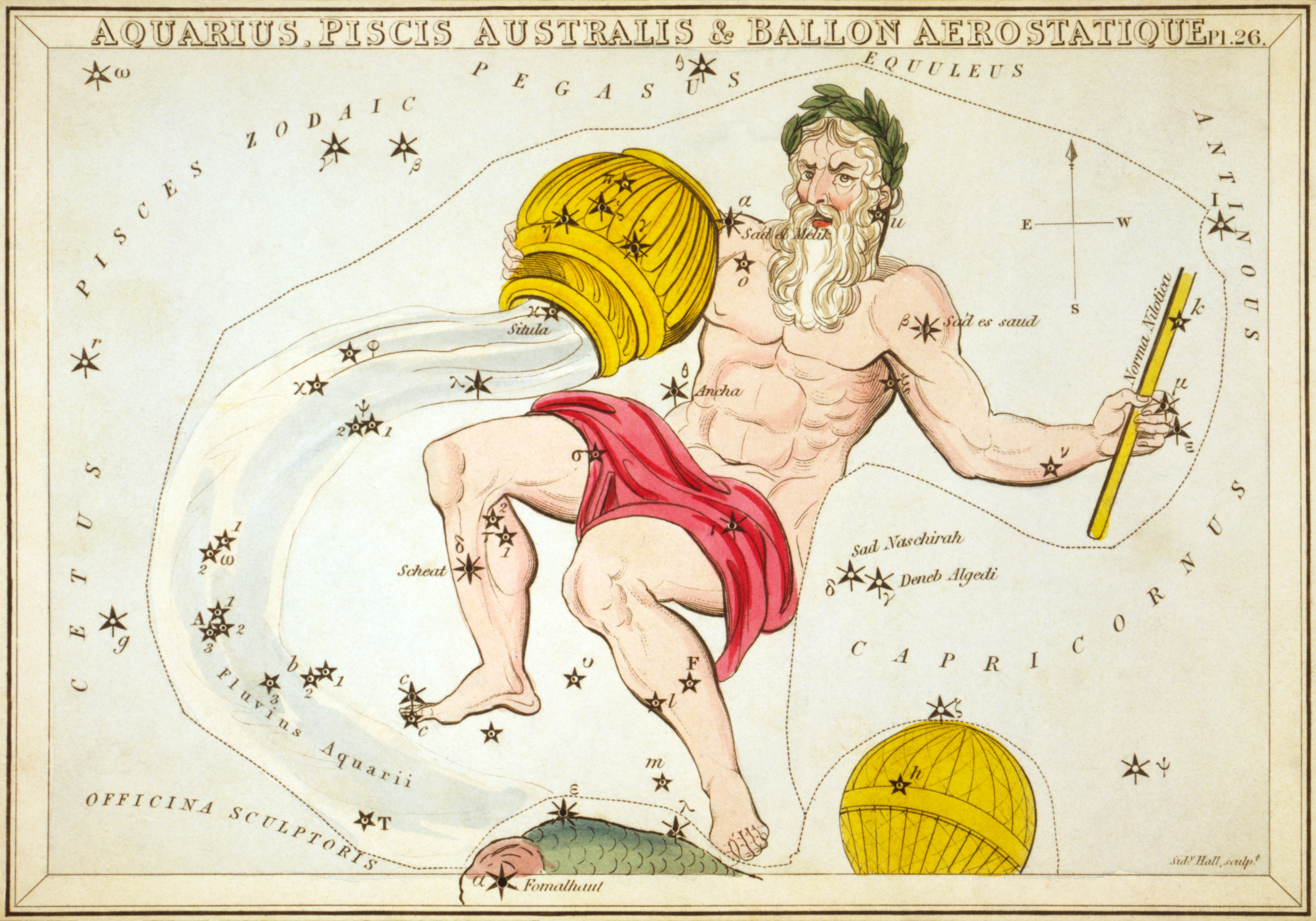
Karta 26: Wodnik, Ryba Południowa i Globus Aerostaticus
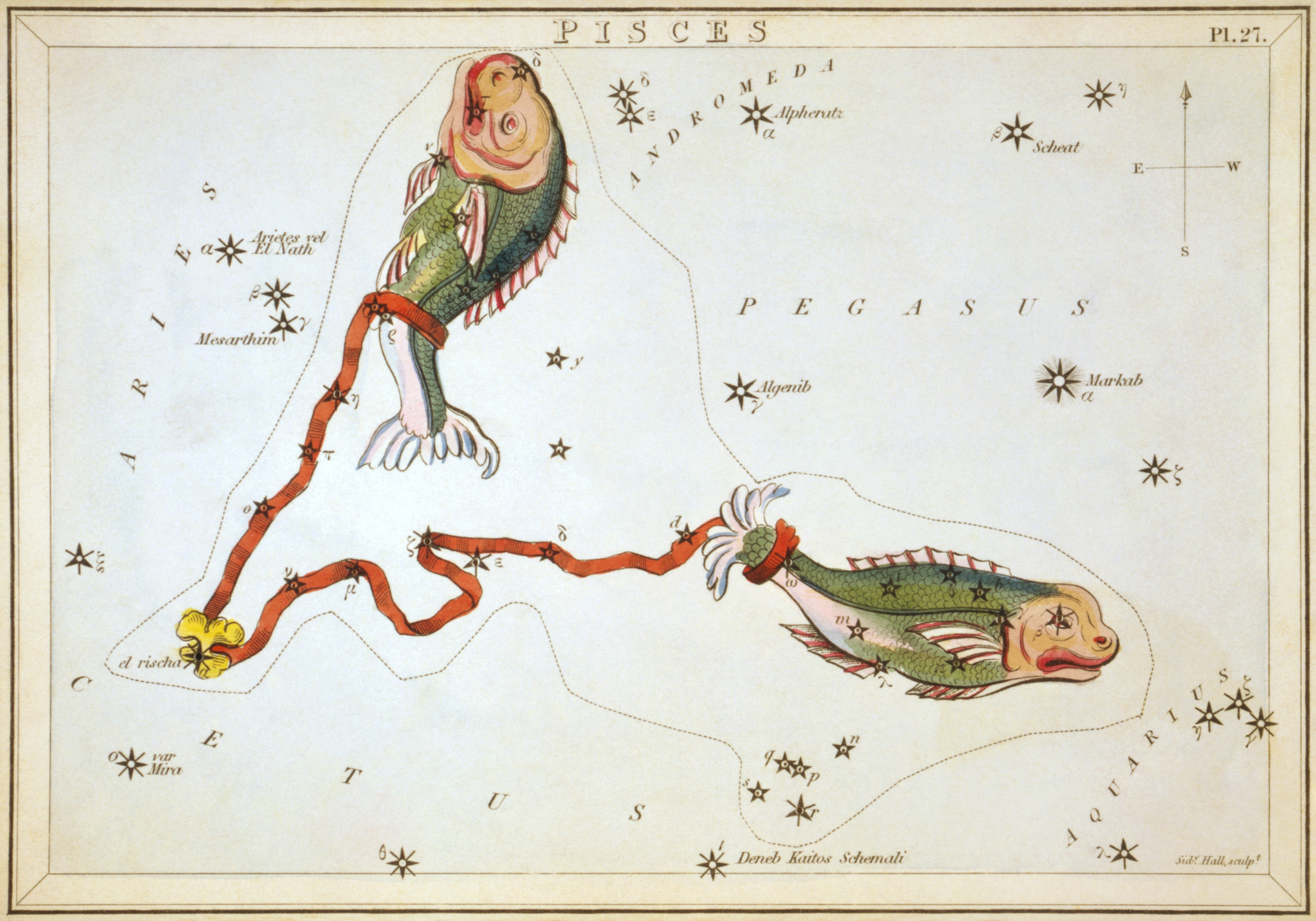
Karta 27: Ryby
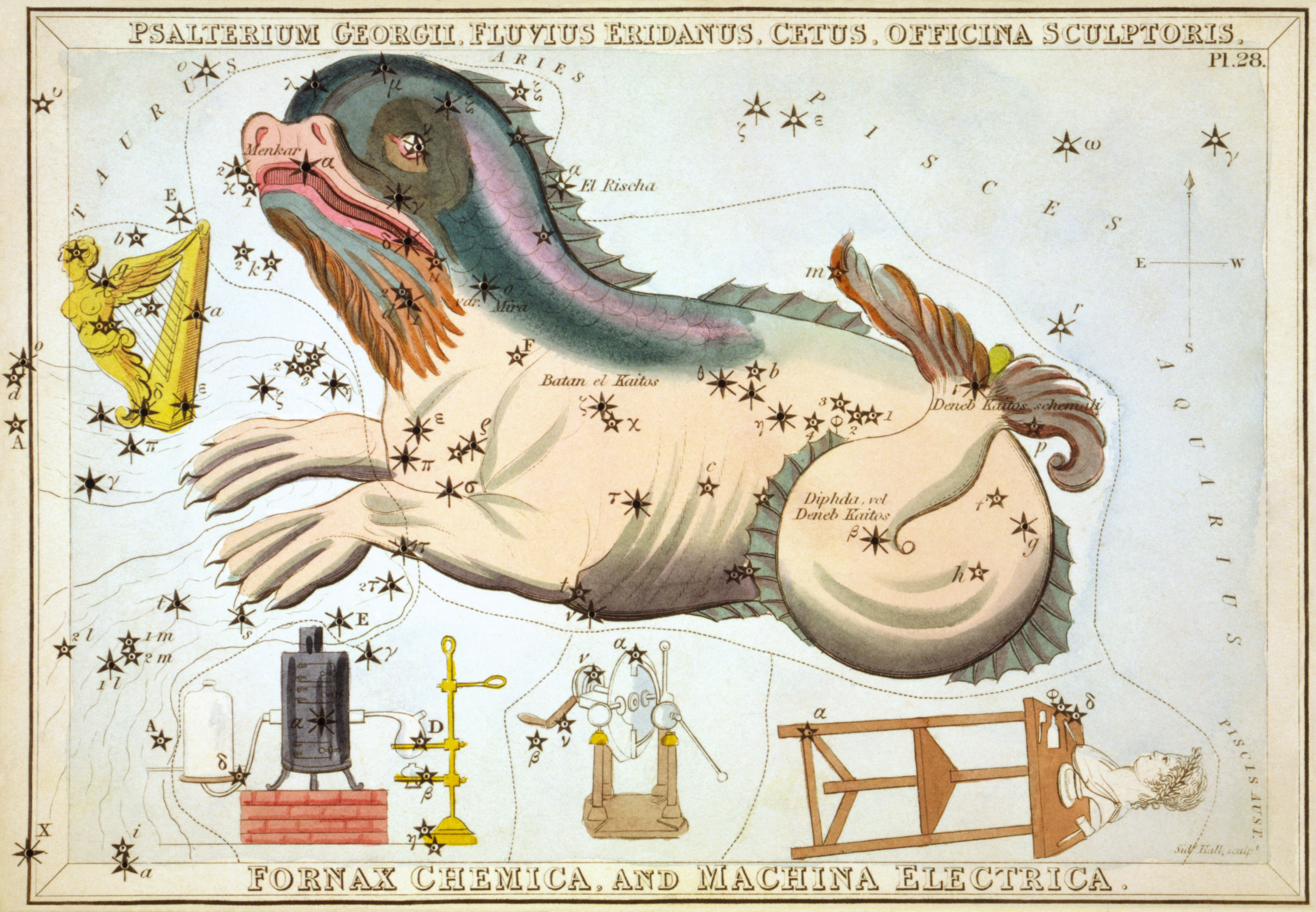
Karta 28: Psalterium Georgianum, Erydan, Wieloryb, Rzeźbiarz, Piec i Machina Electrica
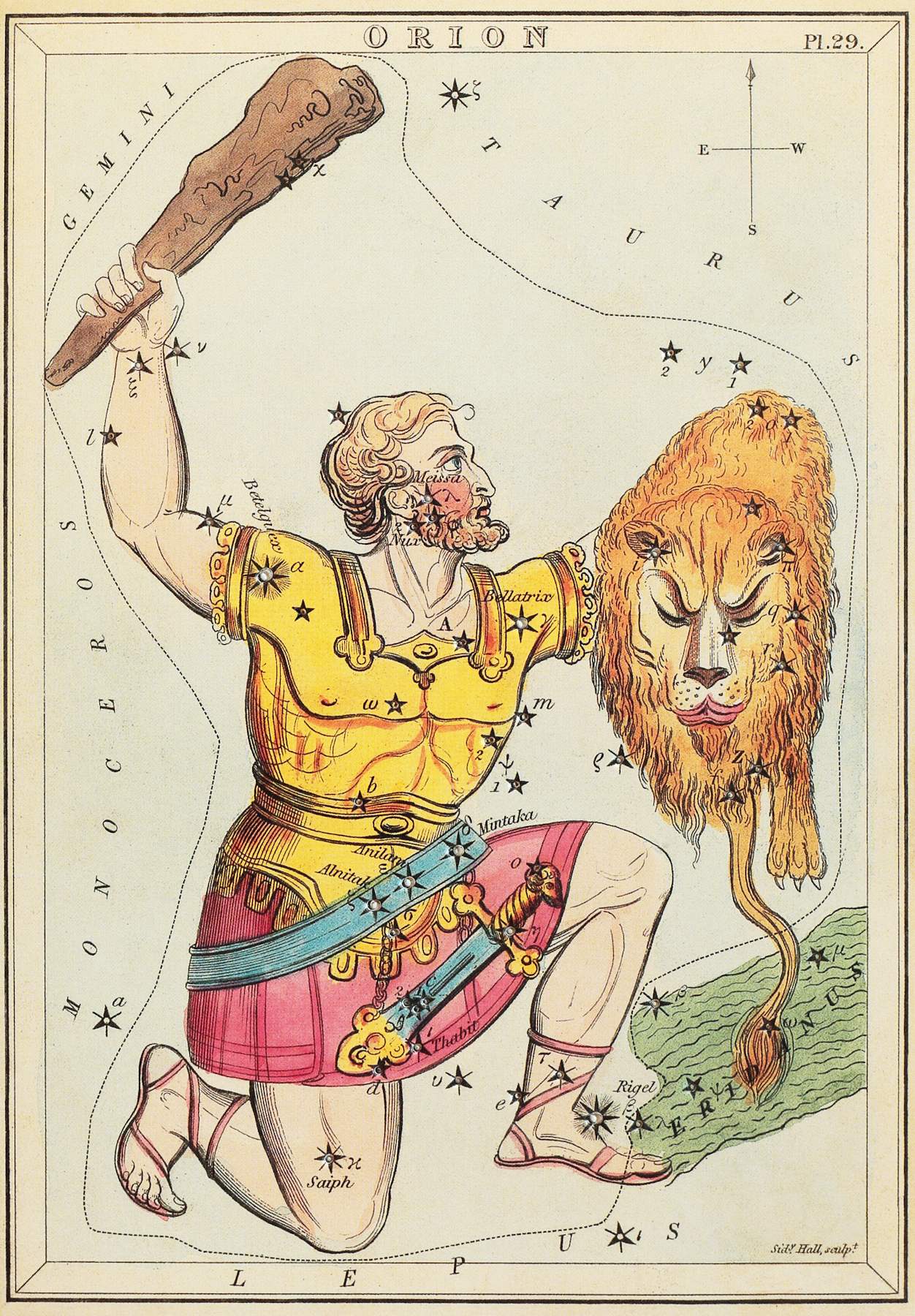
Karta 29: Orion
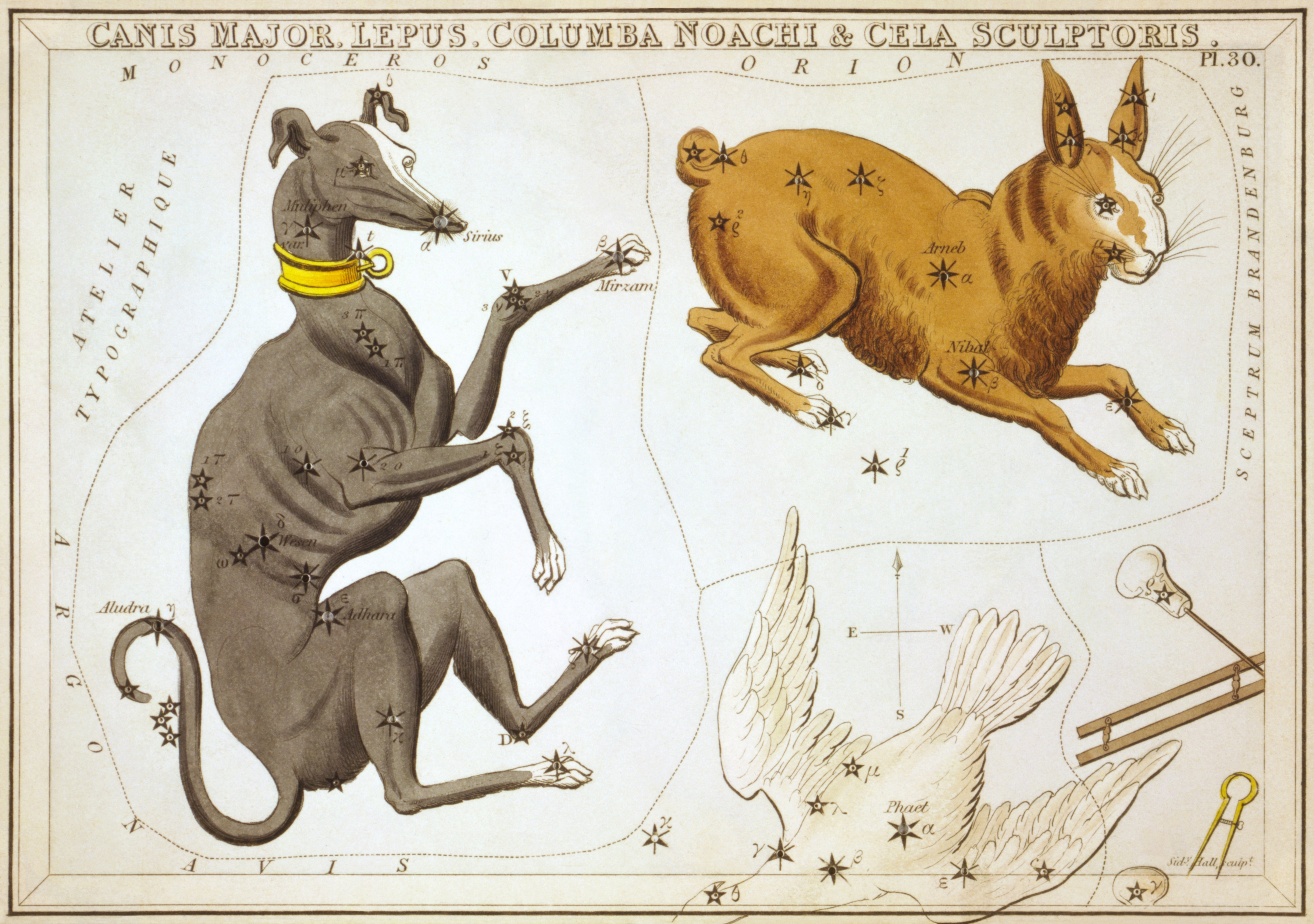
Karta 30: Wielki Pies, Zając, Gołąb i Rylec
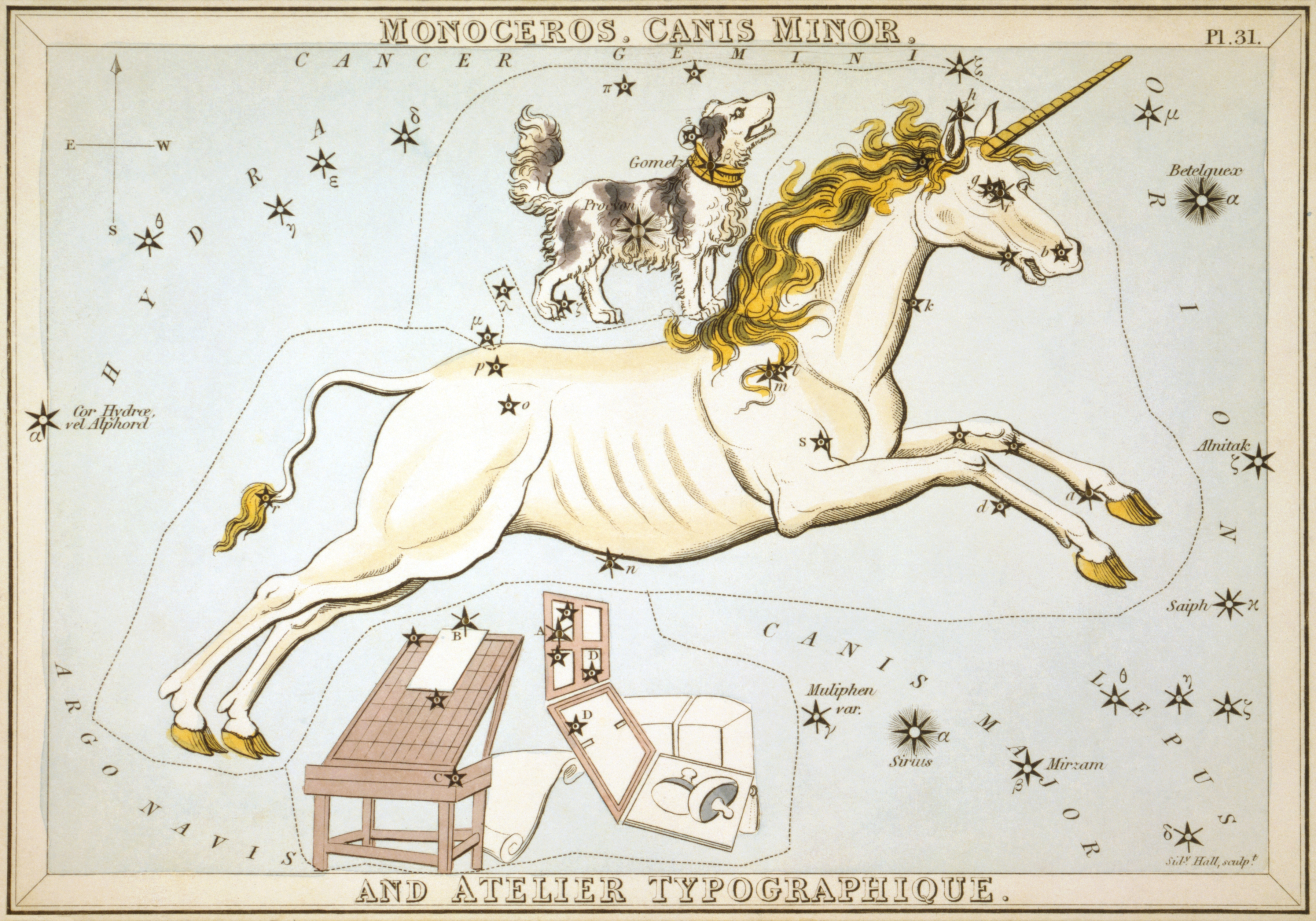
Karta 31: Jednorożec, Mały Pies i Officina Typographica
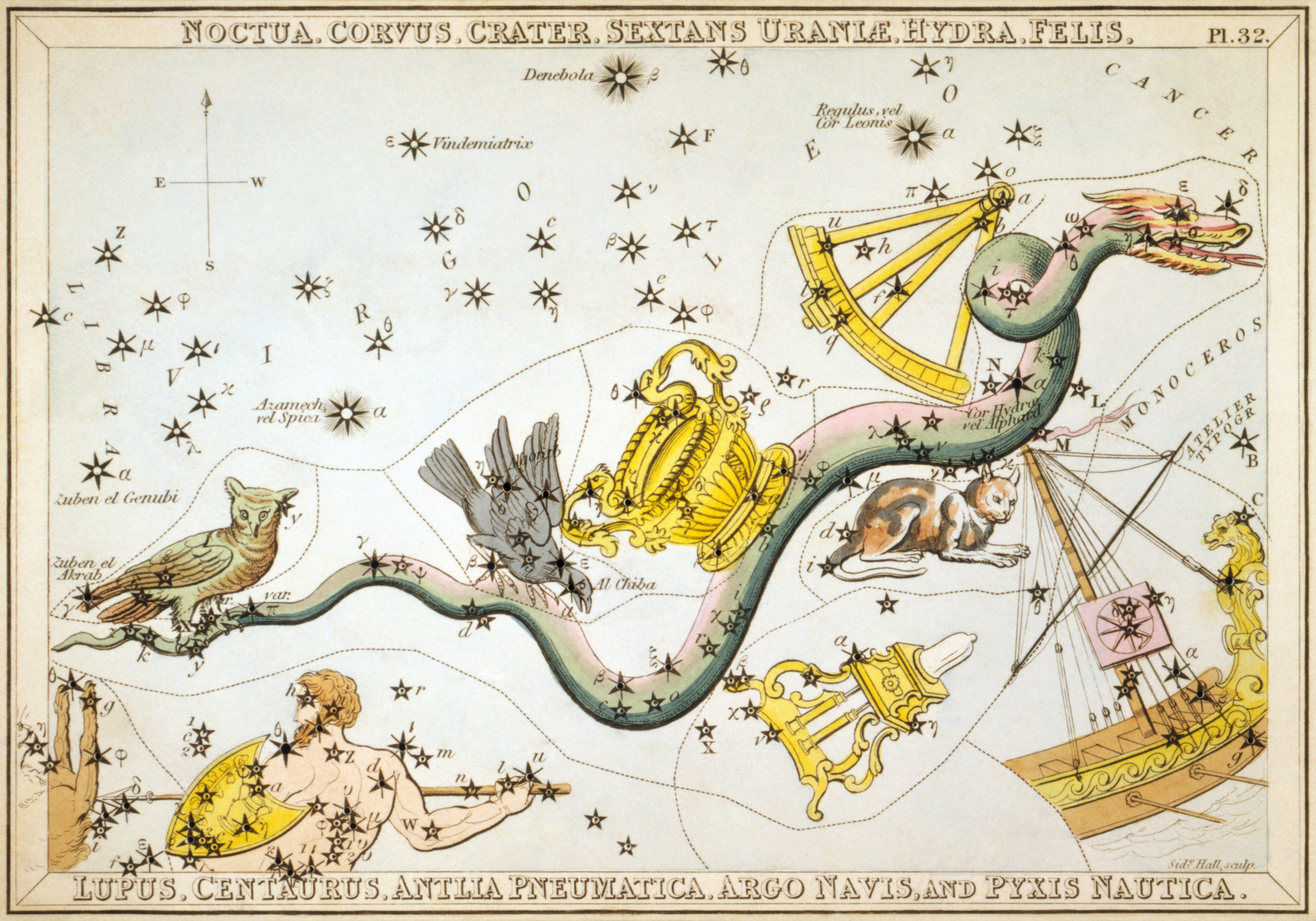
Karta 32 – gwiazdozbiory: Kruka, Pucharu, Sekstantu, Hydry, Wilka, Centaura, Pompy, Kompasu, oraz Argo, Sowy i Felis